# Parque nacional Volcán Poás
El Parque nacional Volcán Poás es un parque nacional de Costa Rica que cubre un área de aproximadamente 65 km² (16 000 acres). Fundado el 25 de enero de 1971, se encuentra ubicado en la provincia de Alajuela, a 45 km al noroeste de San José, capital del país, dentro del área de conservación de la Cordillera Volcánica Central, adscrita al Sistema Nacional de Áreas de Conservación.
El principal atractivo del parque es el volcán Póas, un estratovolcán complejo y muy activo que alcanza los 2708 m s. n. m., y una de las principales cumbres del país. Es considerado uno de los centros eruptivos más importantes de Costa Rica y una de las maravillas naturales del país. A su vez, el parque que lo cobija es el más visitado a nivel nacional. El parque cuenta con un centro de visitantes, servicios básicos y senderos.
El macizo volcánico del Poás está compuesto por tres cráteres: Principal (activo), Von Frantzius (por Alexander von Frantzius, médico y explorador alemán) y Botos (en referencia a los originarios que vivían en la zona). El cráter principal tiene 300 m de profundidad y un diámetro de aproximadamente 1,32 km de diámetro en dirección norte-sur, lo que lo hace el cráter tipo géiser más grande del mundo y uno de los cráteres más grandes del mundo. Se conserva activo en la actualidad, con pequeñas emisiones de gases y una laguna ácida. Las últimas erupciones importantes fueron entre 1952 y 1954, 2014 y desde abril de 2017, presenta erupciones freáticas de considerable magnitud, que motivaron el cierre indefinido del parque por seguridad, hasta que se autorizó su reapertura en agosto de 2018.
El cráter Botos es un lago con agua color verde debido a la cantidad de ácido sulfúrico en el agua y tiene un diámetro de 365 m. Se encuentra rodeado de bosque nuboso, lo que lo hace uno de los principales atractivos del lugar, junto a la observación del cráter principal.
La zona del Poás es una región rica en biodiversidad y producción agrícola. El parque posee gran variedad de vida silvestre como ardillas, varias clases de aves, saínos y decenas de orquídeas y bromelias.

## Etimología

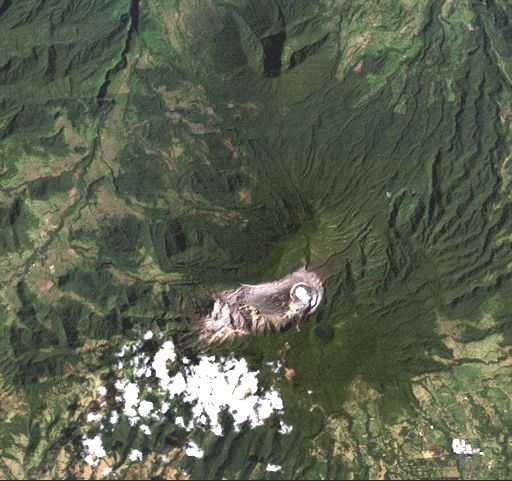
El volcán Poás visto desde el espacio. Se observa la zona arrasada de vegetación por gases calientes y ácidos.

Durante la época prehispánica, el volcán Poás fue conocido como Chibuzú, palabra proveniente del idioma cabécar que significa la montaña de Sibú, deidad máxima de algunas tribus precolombinas de Costa Rica. El nombre Poás deriva de otra palabra indígena de origen huetar, poasi o puasi, de significado incierto. En algunas épocas, al volcán se le ha denominado indistintamente como Poás, Poas, Púas y Puás. En 1663, se registró por primera vez el nombre Poás para referirse a unos terrenos (los potreros de Puás) ubicados al oeste del río Púas (hoy río Poás), entre Alajuela y Grecia. Precisamente, en 1782, la actual ciudad de Grecia era conocida con el nombre de Poás, así como también el actual pueblo de San Pedro de Poás se conocía en ese entonces como Púas.
Otra hipótesis apunta a que el nombre Poás hace referencia a una planta natural de la zona, una piñuela de la familia de las bromeliáceas, cuyas hojas semejan espinas (en latín, púa). Otra planta abundante de la región es el espino, un arbusto con espinas verdes que semejan púas.
En 1747, el entonces gobernador de Costa Rica Juan Gemir, registró el nombre del volcán como Volcán Los Botos. Esta tribu indígena habitó las faldas de la montaña desde la época previa a la Conquista, e incluso se registran leyendas de sacrificios humanos en el cráter para aplacar al dios del volcán. La palabra botos parece provenir del idioma otomí: box-to (rastrojo). El médico, naturalista y explorador alemán Alexander von Frantzius, quien escaló el volcán en 1861, planteó otra hipótesis. Von Frantzius reporta que en 1815, un sacerdote de apellido Arias bautizó al volcán con el nombre de Juan de Dios, y narraba una anécdota según la cual, en 1834, una erupción de ceniza destruyó los pastizales aledaños al volcán, por lo que los feligreses hicieron votos para apaciguarlo, razón por la cual le llamaban Volcán de los Votos.

## Aspectos físicos
El Poás es un estratovolcán complejo, cuyas dimensiones miden 300 a 478 km² y 96 km³. Tiene forma subcónica irregular, cuya cima es vasta y en forma de planicie. Esta posee fallas y depresiones, algunos conos volcánicos y tres cráteres. Petrográficamente, las lavas del volcán son andesitas, andesitas basálticas, dacitas y basaltos.
Geológicamente, el parque nacional Volcán Poás posee una estructura geológica compleja que incluye el volcán Congo, la laguna Hule y la laguna de Río Cuarto, además del territorio del volcán Poás propiamente dicho. La cima del volcán Póas presenta una caldera de forma ovalada de orientación norte-sur, de 9 x 7 km de diámetro, formada hace unos 40 000 años. Se pueden diferenciar tres cráteres:

### Cráter principal

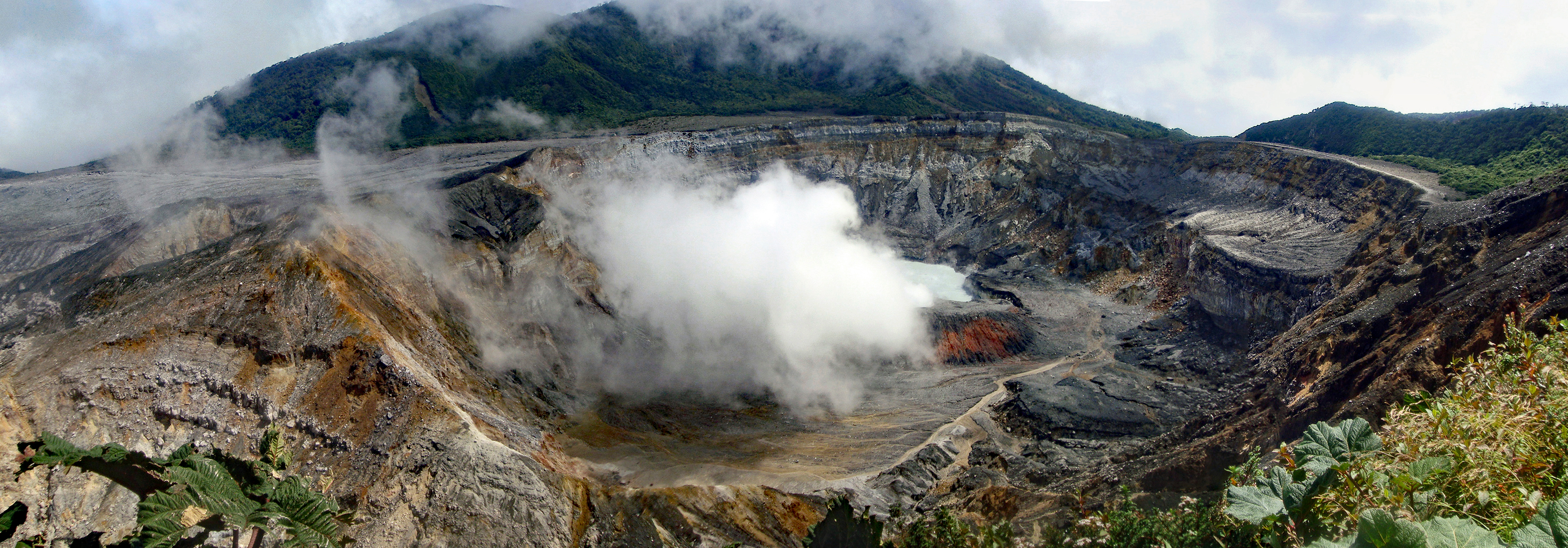
Cráter del volcán con actividad de fumarolas. Tras el cráter principal, se observa el cono Von Frantzius.

El cráter principal, el único que muestra actividad volcánica, posee forma semicircular, con un diámetro norte-sur de 1.320 m y una profundidad de 300 m entre el mirador (2.560 msmn) y la laguna. Hacia el sur, el fondo del cráter posee una playa intracratérica con depósitos lacustres y piroclásticos. El cráter posee cuadro unidades morfogenéticas: la meseta oriental, la laguna, la cúpula de lava y la playa. Este cráter posee una laguna con aguas muy ácidas y calientes, la cual mide 300 m de diámetro y 40 m de profundidad. Las paredes del cráter presentan fuertes pendientes. En la parte sur, posee cárcavas y barrancos. Varios contornos semicirculares en el interior de este cráter señalan la existencia de antiguos cráteres ahora deformados por procesos volcánicos y erosivos.
Hacia el norte, se encontraba el domo, una cúpula de lava formada durante el ciclo eruptivo de 1953, y destruida por las erupciones que marcaron la reactivación del volcán en abril de 2017. El domo era de forma hemiesférica y medía 30 m de altura, su parte norte presentaba fumarolas. Con la actividad eruptiva del 2017, el domo fue destruido y se formó una nueva boca donde se concentran las erupciones del coloso. La actividad volcánica del ciclo eruptivo de 2017 formó un nuevo cono piroclástico en la parte sur del cráter principal.
En la parte norte, por efecto erosivo, se pueden observar una secuencia completa de productos eruptivos estratificados de varios milenios de edad, que revela la historia geológica del volcán. Una serie de caños naturales simulan gárgolas esculpidas, dándole a las paredes internas del cráter un aspecto invernal, sombrío y/o dantesco. En la parte este, se observan varias terrazas volcánicas de espesor variado producto de antiguas coladas de lava. La meseta oriental es una amplia terraza de 500 m de largo, sostenida por una colada de lava de 30 m de espesor, y ubicada a 100 m de altura sobre el fondo del cráter. La laguna cratérica es de tipo termo-mineral, con un nivel de pH prácticamente de 0, convirtiéndola en una de las lagunas naturales más ácidas del mundo. Debido a la intensa actividad eruptiva de 2017, esta laguna se evaporó, quedando únicamente un espejo de agua en el sector norte.
Debido a la actividad, en julio de 2017 el lago cratérico desapareció en su totalidad (solo quedan remanentes a modo de una charca rojiza producto de la oxidación; todo el fondo seco del antiguo lago posee fumarolas y fuentes termales). Además se confirmó la existencia de 2 bocas y 2 borbollones. Hay un cono de escorias (boca A) muy activa, en el lugar de la cúpula de lava (domo) que emite muchos gases, a veces ceniza y en ocasiones bloques. Hay otra boca (boca B) que emite muchos gases y coloides sulfurados amarillo verdosos. Además, 2 hornillas o borbollones C (cerca de la boca A) y borbollones D (cerca de la boca B) que es circular con barro hirviendo.
A inicios de 2018 debido a las lluvias intensas que se presentaron y el cierre de conductos fueron las razones por las cuales volvió a aparecer el lago en los alrededores del cráter.

### Cráter Von Frantzius
Se localiza a 1 kilómetro al norte del cráter principal, sobre un cono de 2.639 m s. n. m. Su diámetro es de 250 m. El cono del Von Frantzius posee un pseudocráter en su parte sur y presenta un mayor desarrollo hacia el norte, donde se adosa al macizo del Poás. Posee extensas coladas de lava que se extienden hasta el volcán Congo. El cráter Von Frantzius es el foco eruptivo más antiguo del volcán Poás.

### Cráter o Laguna Botos

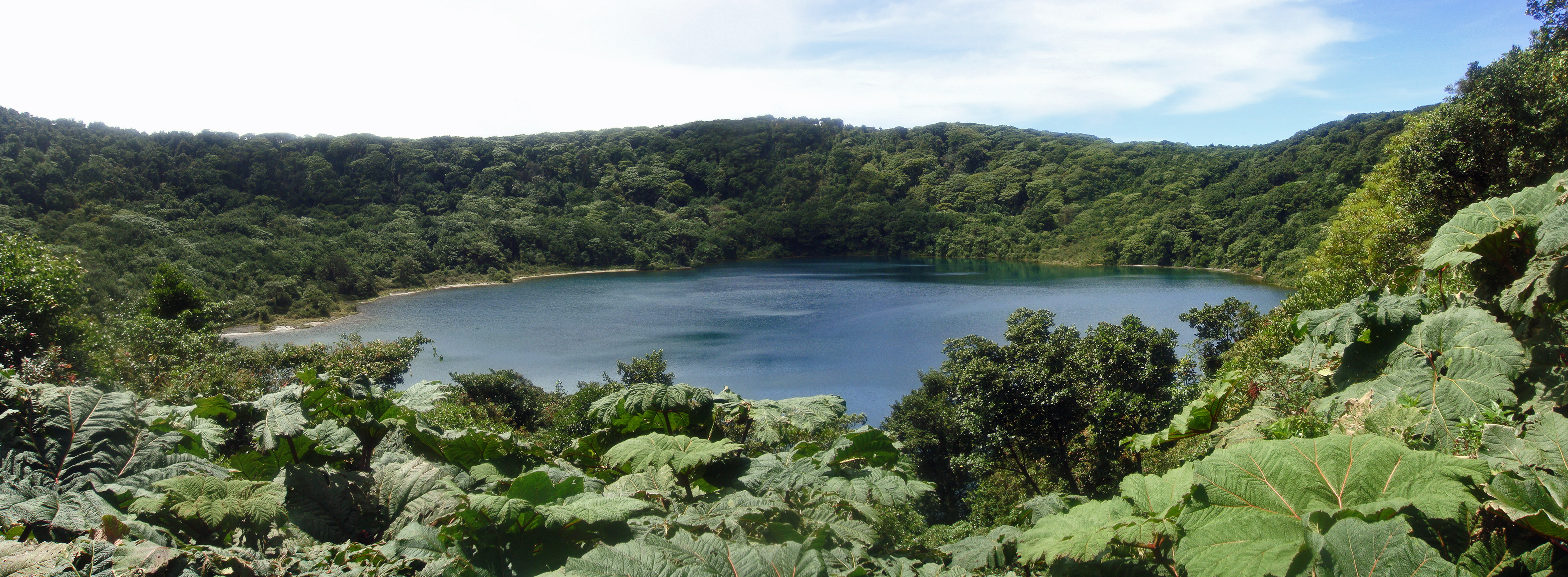
La laguna Botos, de gran belleza escénica.

Ubicado 1 kilómetro al sur del cráter principal y alcanza los 2.708 m s. n. m., lo que lo constituye en la cima más elevada del Poás. Posee 750 m de diámetro, de los cuales 400 m están ocupados por una laguna de 14 m de profundidad máxima. El agua, de origen pluvial, posee una temperatura entre 10 y 14 °C, por lo que también se le conoce como Laguna Fría, para diferenciarla de la laguna caliente del cráter principal. La edad geológica del cono de la laguna Botos, según determinaciones de radiocarbono, es de 8300 años. Rodeada de bosque nuboso, la laguna Botos es uno de los puntos turísticos más atractivos del volcán.

## Actividad volcánica

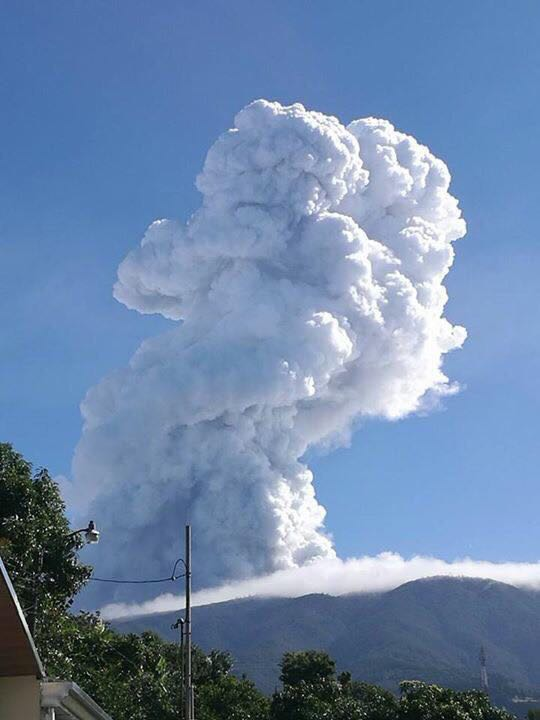
Erupción del volcán Póas, del 12 de abril de 2017.

El Poás es un volcán muy activo, que se caracteriza por presentar erupciones poco usuales para un volcán andesítico del Cinturón de Fuego del Pacífico. En la actualidad, la actividad es de tipo exhalativa (fumarólica) y de micro-temblores, con un domo central y una laguna con emanaciones de gases, vapor, sedimentos y sustancias minerales diversas, cuya temperatura varía entre 40 y 60 °C. Cuenta con fumarolas de muy alta temperatura (300-1000 °C), las cuales pueden ser observadas desde el Valle Central en forma de falsas erupciones, alcanzado una altura de hasta 1000 m desde el nivel del cráter.
El proceso de erupciones del Poás es unitario, caracterizado por intensificaciones graduales de las emisiones de vapores, desprendimiento de burbujas, transporte de material sedimentario al fondo de la laguna caliente, erupciones freáticas con actividad tipo géiser (erupciones acuosas y vaporosas), erupciones freatomagmáticas y expulsión de lava.
La actividad del Poás ha sido constante por lo menos durante los últimos dos siglos. El registro histórico más antiguo data de 1747 con la descripción hecha por el gobernador español de Costa Rica Juan Gemir, acerca de la existencia de "un volcán de fuego" en la tierra ocupada por la tribu de los botos. Aunque en 1828 se registran pequeñas erupciones, es en 1834 cuando el volcán muestra una importante erupción de ceniza acompañada de fuertes erupciones subterráneas. Otras explosiones se registraron en 1880, 1888-90, 1895, 1899, 1903-1906.
El 25 de enero de 1910, a las 4:45 p. m. hora local, se registró la erupción histórica más importante, con expulsión de bloques de piedra, lodo y cenizas. Se formó una columna que alcanzó los 8.000 m de altura. El volumen de ceniza expulsada alcanzó los 800.000 m³, con un peso de 64.000 toneladas. Otras erupciones explosivas importantes se registraron en 1914, 1915, 1916, 1925, 1929, 1932-34.
Una violenta explosión se registró el 17 de mayo de 1953, en la cual el volcán expulsó columnas de humo, lodo, escorias, fragmentos de rocas, fenómenos luminosos, que llevaron a la desaparición de la laguna cratérica principal. El material expulsado causó estragos en los cultivos de café. Las erupciones de ceniza persistieron durante julio de 1953. Esta fase de actividad continuó hasta 1956. En 1968, hubo erupciones freáticas y actividad fumarólica, al igual que en 1970, 1979, 1987 y 1989. Entre 1989 y 1990 presentó actividad importante, con disminución del nivel de la laguna cratérica principal y aumento de la temperatura. Un nuevo periodo de crisis se presentó en 1994, con presencia de erupciones de ceniza y geiseriformes, hasta que la laguna se secó, no recuperándose hasta 1998, cuando volvió a ser apreciable. Presentó actividad variable entre 1995 y 2008, con aumentos y descensos de los niveles del agua de la laguna y cambios en la temperatura.
En el 2005, la laguna llegó a tener un crecimiento importante, tapando varias fumarolas y fuentes termales en la zona este del cráter, hasta que se inició una nueva fase de actividad que es la que persiste hasta la actualidad. En marzo de 2006, se presentó la primera erupción freática luego de 12 años del último evento. El Poás ha continuado presentando erupciones menores todos los años hasta la actualidad, siendo importantes las presentadas en 2010 y 2013, que alcanzaron el mirador del cráter principal. El 13 de octubre de 2014, se registró una importante erupción freática que alcanzó los 250 m de altura y motivó la evacuación de los visitantes y el cierre preventivo del parque para evitar la exposición a gases tóxicos y ceniza. Las visitas al parque fueron rehabilitadas a partir del 23 de octubre de 2014.
Varias erupciones freáticas pequeñas ocurrieron los días 5, 13 y 14 de junio de 2016. El 18 de junio registró otras tres erupciones freáticas.

### Ciclo eruptivo 2017-2019
El viernes 7 de abril de 2017, se detectó la presencia de una fumarola activa, con actividad de tipo géiser, localizada entre el domo y el cráter principal, la cual generó un río de agua caliente y sulfatada a nivel del playón del cráter principal del volcán Poás.
El 12 de abril de 2017, entre las 6 y 7 de la noche el volcán Poás presentó una erupción freática fuerte que produjo una cabeza de agua por el desbordamiento del Río Desagüe, además de una columna de vapor de agua, ceniza y gases de 3 km de altura, visible desde varios lugares del país, incluida la capital San José. La erupción se ha catalogado como la más importante del coloso desde 1953. El volcán también arrojó grandes rocas a 3 km de distancia, que afectaron el área del mirador. Posterior al evento principal, presentó una serie de erupciones continuas más pequeñas. La erupción motivó el cierre del parque durante el fin de semana y la evacuación de comunidades cercanas al volcán y de turistas en la zona, aunque no se reportaron personas afectadas directamente por el fenómeno. La Comisión Nacional de Emergencias declaró alerta verde en siete cantones vecinos del coloso, incluyendo el cantón de Alajuela, donde está la segunda ciudad más poblada del país luego de la capital. El 16 de abril de 2017 registró otra gran erupción, con una pluma de gases de 2 km de altura. Una nueva y fuerte erupción se registró la noche del 17 de abril de 2017.
El 21 de abril de 2017, el OVSICORI informó que la laguna ácida del cráter principal del Poás estaba secándose en forma progresiva, a la vez que el volcán mostraba signos de estar hinchándose, mostrando 8 mm de inflación horizontal y 15 mm de inflación vertical, mientras continuaba con actividad eruptiva de baja energía, con erupciones de ceniza, caída de piroclastos y bloques incandescendentes de roca, formándose un nuevo cono piroclástico en la zona donde antes de ubicada el domo de lava. A las 4:30 a. m. del viernes 21 de abril, presentó una erupción que sobrepasó 1 km de altura desde el nivel del cráter. El 22 de abril se reportó una potente erupción con salida de lava y material incandescente. La fuerza de la explosión destruyó el nuevo cono que se estaba formando, haciendo que el agua del lago ocupase de nuevo todo el diámetro del cráter. Luego de tres días de calma, el Poás retomó su actividad eruptiva freática el 25 de abril de 2017, asociadas a la presentación de un sismo de 3.6 grados en la escala Richter. Desde entonces, el volcán mantiene actividad exhalativa de gas sin generar explosiones fuertes. Tras varias horas de desgasificación, el 2 de junio de 2017 presentó una nueva erupción freática con una pluma de gases y ceniza que alcanzó los 300 m de altura sobre el cráter principal. El 6 de junio de 2017 hubo una nueva erupción freática que alcanzó los 1000 m de altura. Una nueva erupción freática se registró el 11 de junio de 2017, con una columna que se elevó, al menos, 600 metros sobre la altura del cráter. El 16 de junio de 2017 inició un ciclo eruptivo de emanación pasiva de ceniza, con una pluma cercana a los 1000 m de altura sobre el nivel del cráter. El 20 de junio de 2017 registró una nueva erupción de ceniza de 500 m de altura sobre el nivel del cráter, que afectó a las comunidades de Bajos del Toro, Palmira y las zonas más altas de Zarcero por la ceniza.
El volcán volvió a experimentar nuevas erupciones el 27 de junio de 2017, emanando una columna de gases de 2000 m de altura, y dos nuevas erupciones el 29 de junio, una que alcanzó los mil metros de altura, y otra de altitud desconocida por la escasa visibilidad.
El sábado 8 de julio de 2017 en la madrugada ocurrió una nueva erupción. Su columna de gases y materiales se alzó 500 metros sobre el cráter. El 14 de julio lanzó una erupción de ceniza rojiza que se prolongó por 10 minutos. El Poás volvió a mostrar actividad el 22 de agosto de 2017, con una erupción de 300 m de altura sobre el nivel del cráter.

### Actividad Eruptiva 2023-2025
Desde noviembre de 2023 el volcán registra una disminución considerable del nivel del lago híperácido del cráter, subiendo su temperatura y presentando actividad tipo borbollón en algunas fumarolas. El aumento de la actividad del coloso, registrada desde los últimos meses del 2023, se atribuye a la disminución del nivel del agua en el cráter.
El 26 de enero de 2024 el Volcán Poás registró una importante erupción, así lo confirmó el Observatorio Vulcanológico y Sismológico de Costa Rica (Ovsicori), que detalló que el evento generó una columna que se elevó a 700 metros de altura sobre el cráter. El 25 de enero, hubo una erupción de vapor que alcanzó una altura que superó los 500 metros. El 1 de abril el volcán seca por completo la laguna en la boca “A”, empieza arrojar ceniza y genera una “niebla volcánica” en los poblados cercanos. 
El 23 de marzo del 2025 inició un nuevo episodio de erupción continua que se extendió hasta abril, con pulsos frecuentes de explosiones pequeñas y algunas erupciones más elevadas. Entre el 21 y el 23 de abril se registraron dos de las erupciones de mayor magnitud desde 2019, acompañadas por aumento de material juvenil en la ceniza y expulsión de balísticos fuera del cráter; eventos que generaron una columna de 3 a 4 kilómetros de altura. El monitoreo geodésico continuó detectando levantamientos y extensiones del cráter, aunque hacia finales del mes se observó una disminución progresiva en el movimiento vertical.
En horas avanzadas de la noche del 25 de abril del 2025 el volcán volvió a registrar una erupción de gran magnitud, la cual arrojó rocas de gran tamaño a varios centenares de metros de altura.

## Peligro volcánico

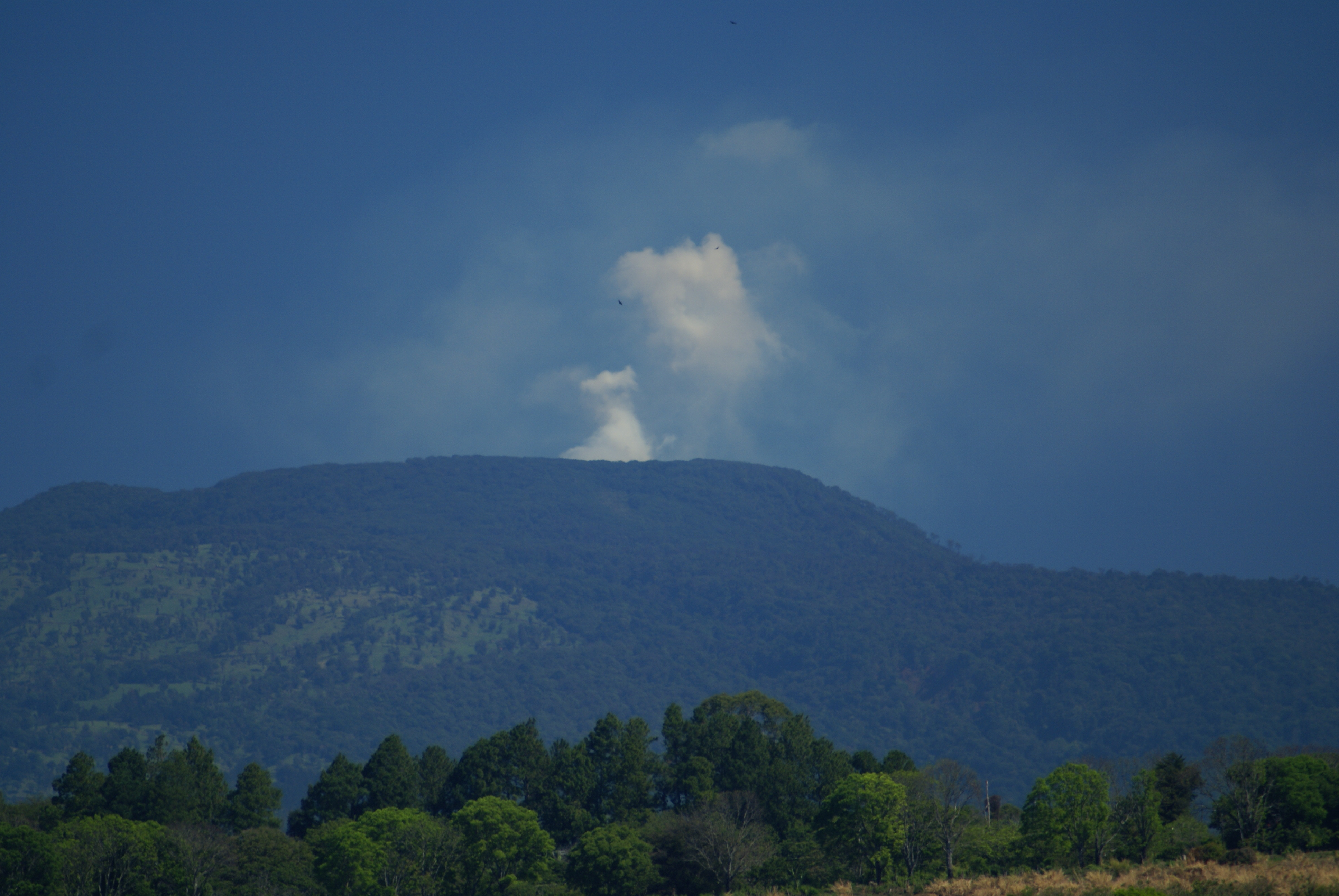
Erupción freática del volcán Poás en 2010, vista desde Alajuela.

La constante actividad del volcán Poás implica la formación de lluvia ácida, la cual por efecto del viento afecta ocasionalmente a algunas comunidades ubicadas cerca del edificio volcánico. Presenta ciclos continuos de erupciones freáticas y freatomagmáticas leves a moderadas que podrían significar un riesgo para los visitantes del parque y las instalaciones cercanas al volcán, si alcanzaran la potencia de la erupción de 1910, por la producción de gases tóxicos y la expulsión de material. Las erupciones freáticas pueden producir la caída de ceniza, lahares y productos piroclásticos. Antes del establecimiento del parque en 1971, casi 20 personas murieron ahogadas en la laguna Botos, por caídas o a consecuencia del frío, luego de extraviarse en la niebla. Además, la sismicidad del territorio es continua, debido a la presencia de fallas en la cima y zonas cercanas. En 2009, una falla localizada en esta región produjo el terremoto de Cinchona, que destruyó esa localidad, costó la vida a 25 personas, produjo daños millonarios y requirió la cooperación internacional para atender las consecuencias del siniestro. En el largo plazo, son posibles las erupciones explosivas con coladas de lava y piroclastos. Dado que es un volcán en plena actividad, el potencial de causar grandes estragos si se da una erupción magmática a gran escala es posible, con afectación principalmente de la región occidental del Valle Central de Costa Rica.
Tanto la Red Sismológica Nacional de la Universidad de Costa Rica como el Observatorio Vulcanológico y Sismológico de Costa Rica (OVSICORI) de la Universidad Nacional mantienen estaciones sismológicas de monitoreo cerca del cráter principal del Poás. Entre los estudios continuos que se realizan se encuentran termometría de las fumarolas y de la laguna caliente, geoquímica de gases, mediciones de pH y controles del nivel del agua de la laguna caliente, así como la realización de modelos dinámicos de la actividad volcánica y control de cambios morfológicos en el cráter.

## Recursos naturales
El área geográfica que protege el parque nacional Volcán Poás es una zona de gran riqueza geológica, geotérmica, hídrica, botánica y zoológica. La hoya cratérica del volcán Poás presenta numerosas manifestaciones volcánicas, siendo las más destacables la laguna caliente del cráter principal, las fumarolas y el penetrante olor a "huevo podrido" que se produce por la presencia de sulfuro de hidrógeno (H2S). En él pueden hallarse gran variedad de tipos de bosque de altura, así como algunos ejemplares de mamíferos, aves y reptiles. Además, del volcán nacen varios ríos que alimentan las cuencas hidrográficas de los ríos Grande de Tárcoles y Sarapiquí. También, en las fuentes termales (42,4 °C, pH 2,2) y la laguna caliente termomineral del cráter activo principal (30-40 °C, pH 0-3) se han hallado bacterias como Thibacillus sp. y Bacillus sp., diatomeas como Navicula sp. y Cymbella sp. y algas como Cyanidium caldarium, que sobreviven bajo condiciones químicas y termales extremas. Como área protegida, también es importante su contribución a la preservación del bosque nativo de la Cordillera Volcánica Central y el papel que desempeña la cobertura forestal en la generación de agua para el consumo humano.
El Parque Nacional Volcán Poás se ha convertido en la principal atracción del país y de toda la región centroamericana en términos de visitas turísticas, en gran parte debido a que alberga un volcán activo. Además, el esta área protegida es crucial para la conservación de la biodiversidad, ya que protege diversas especies de fauna en un intervalo altitudinal que va desde 1,200 hasta 2,708 metros, e incluye cinco zonas de vida y áreas importantes de recarga de agua.
El clima local se caracteriza por fuertes lluvias, con un promedio de aproximadamente 3,700 mm al año. La precipitación ocurre durante todo el año, aunque el período más lluvioso es de mayo a octubre, con un intervalo relativamente seco de diciembre a abril. La temperatura media anual es bastante estable, oscilando entre 9 y 13 °C, aunque durante el día puede fluctuar considerablemente, llegando a variar de 0.5 a 18 °C. El período más cálido se extiende de mayo a julio, mientras que el más frío abarca de diciembre a enero; sin embargo, se registran temperaturas más altas en días despejados durante febrero y marzo.
El Volcán Poás presenta muchas características fisiognómicas similares a otros macizos de la Cordillera Central y la Cordillera de Talamanca. La mayoría de sus cumbres están cubiertas de vegetación forestal, excepto en las áreas afectadas por erupciones volcánicas. La vegetación juega un papel fundamental en la retención del suelo.

### Flora
El dosel del bosque generalmente no supera los 20 m de altura, aunque algunos árboles emergentes pueden alcanzar hasta 30 m. Las plantas epífitas son abundantes y la mayoría de los árboles están cubiertos de musgos, bromelias, orquídeas y helechos. El sotobosque es denso, aunque está compuesto por relativamente pocas especies, y el mantillo es grueso y poroso, cubierto por una capa discontinua de musgos y helechos.
En el área se representan 69 familias, 111 géneros y 150 especies de flora. También se encuentran tres variedades diferentes de Brunellia, aunque no se observan árboles emergentes en esta altitud.
Por encima de los 2,600 m, el bosque nuboso enano, que incluye alrededor de 13 especies, está dominado por las mismas especies que caracterizan la banda altitudinal anterior, aunque los individuos son de menor tamaño. La familia de arbustos Ericaceae, como Vaccinium consanguineum y Gaultheria myrsinoides, se encuentra en las áreas que rodean el cráter principal. El sotobosque aquí es delgado y dominado por juveniles de especies del dosel. Entre los arbustos muy comunes están Monochaetum vulcanicum y Escallonia myrtilloides.
En estas asociaciones, los árboles presentan copas proporcionalmente más anchas, ramas más bajas y muchas de las crestas son muy irregulares. En el cráter y sus alrededores, la vegetación es escasa; Gaultheria myrsinoides y los helechos del género Elaphoglossum son las especies más tolerantes a las condiciones extremas locales de cambios de temperatura y fuertes vientos. Los helechos son uno de los grupos mejor representados, con aproximadamente 22 familias, mientras que las orquídeas también son muy abundantes. 
Una especie notable en el parque es Gunnera insignis, conocida localmente como “el paraguas del pobre”, debido a sus grandes hojas perforadas. Archibaccharis jacksonii es una hierba endémica de Costa Rica que también se puede encontrar en esta área protegida. La flora en Poás está delineada en gran medida por la altitud. Entre 2,400 y 2,500 m se reportan 79 especies, donde dominan los robles (Quercus costaricensis, Quercus seemannii), cipreses (Podocarpus oleifolius) y magnolias (Magnolia poasana). También es común encontrar especies del género Ocotea y la especie Weinmannia pinnata. Los árboles de este grupo tienen copas terminales relativamente estrechas y un tronco recto y bien diferenciado. Sin embargo, la extensión de esta asociación ha disminuido drásticamente en la Cordillera Central debido a la transformación de la mayoría de las áreas en pastizales, cultivos y asentamientos urbanos dispersos.
Entre 2,500 y 2,600 m se reportan cincuenta y ocho especies de plantas, destacándose una asociación dominada por Quercus spp., Schefflera spp. y Clusia spp. Además, se encuentra Podocarpus costarricense y el exótico Ulex europaeus, un arbusto de flores amarillas originario de Europa que ha invadido partes del parque.
En los alrededores del cráter principal y de la laguna Botos, predomina el bosque enano de arbustos retorcidos y lento crecimiento, con follaje fino y tieso, apto para resistir los cambios de temperatura y la acción de los materiales volcánicos. Destacan las epífitas, los azahares de monte y las orquídeas. En la zona del centro de visitantes, puede observarse bosque alto con presencia de árboles como el azahar de monte, chilemuelo, ciprés blanco, ciprés lorito, candelillo y helechos arborescentes.
Los bosques presentes en el parque son el bosque pluvial montano y el bosque muy húmedo montano bajo. Hay cuatro hábitats principales:
1. bosque nuboso (laguna Botos y Potrero Grande), predominan papayillo, azahar de monte, roble y cipresillo.
2. sector caribeño, con palmas, helechos arborescentes y epífitas.
3. bosque achaparrado (sendero entre el cráter y la laguna Botos): azahar de mote, tucuico y copey.
4. arrayanes en los alrededores del mirador al cráter principal.

El parque posee otras especies endémicas de Costa Rica, como: Hydrocotyle torresiana, Oreopanax nubigenus, Archibaccharis jacksonii, Blechnum sessilifolium, Miconia biperulifera, Cestrum poasanum, Solanum longiconicum y Mahonia paniculata.
En el parque se conservan algunas especies de helechos y orquídeas en vías de extinción: Acineta chrysantha, Epidendrum polyclamys, Masdevallia chontalensis y Podocarpus oleifolius.

### Fauna[39]

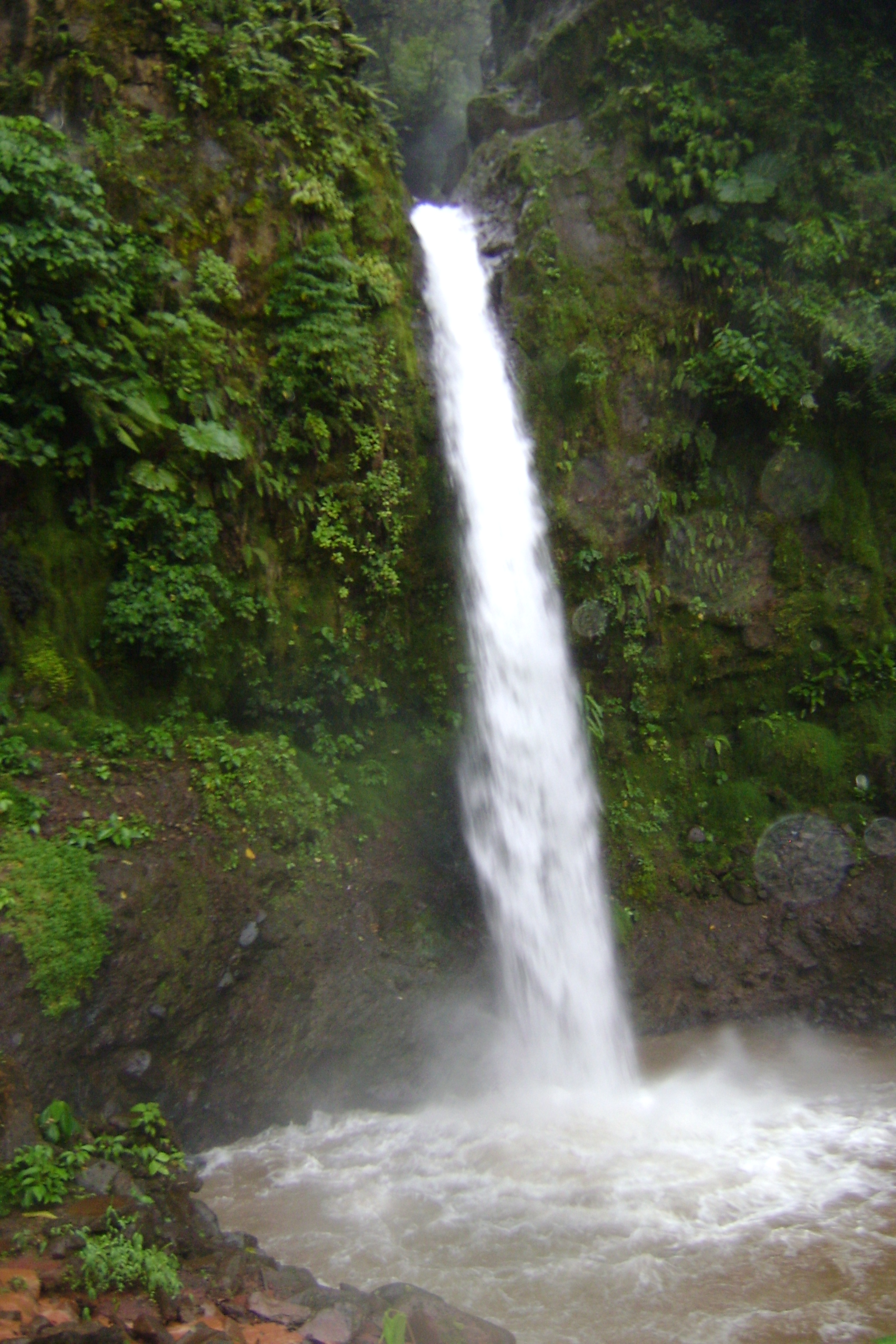
Catarata de La Paz.

La biodiversidad en las tierras altas es baja en comparación con la de las tierras bajas, pero al mismo tiempo hay un alto grado de endemismo, y el Volcán Poás no es la excepción. A continuación, se brindan algunos datos relacionados con la diversidad faunística del Parque Nacional Volcán Poás.

#### Mamíferos
Aunque es necesario mejorar el muestreo de pequeños mamíferos y murciélagos, se han registrado al menos 40 especies de mamíferos en el área. En el siguiente cuadro, se citan algunas de las especies de mamíferos registradas en el Parque Nacional Volcán Poás.
| Especie                          | Nombre común                  |
| Bassaricyon gabbii               | Olingo norteño                |
| Potos flavus                     | Kinkajú                       |
| Bassariscus sumichrasti          | Cacomistle                    |
| Conepatus semistriatus           | Zorrillo de hocico rayado     |
| Bradypus variegatus              | Perezoso de tres dedos        |
| Choloepus hoffmanni              | Perezoso de dos dedos         |
| Canis latrans                    | Coyote                        |
| Cebus capucinus                  | Mono capuchino de cara blanca |
| Dasypus novemcintus              | Armadillo de hocico largo     |
| Gallictis vittata                | Grison mayor                  |
| Urocyon cinereoargentus          | Zorro gris                    |
| Herpailurus yagouaroundi         | Jaguarundi                    |
| Leopardus pardalis               | Ocelote                       |
| Leopardus wiedii                 | Margay                        |
| Peromyscus mexicanus             | Ratón ciervo mexicano         |
| Nasua narica                     | Coati de nariz blanca         |
| Sciurus deppei                   | Ardilla de Deppé              |
| Sciurus granatensis              | Ardilla de cola roja          |
| Syntheosciurus brochus poasensis | Ardilla del Poás              |
| Tamandua mexicana                | Tamandúa norteño              |

#### Aves
El principal grupo de fauna vertebrada dentro del parque está representado por las aves. Se han avistado alrededor de 220 especies, y al menos 30 de ellas son endémicas de Costa Rica y el oeste de Panamá. Algunas especies son muy comunes durante todo el año, como Chlorospingus pileatus (Tangara de capuchón), Selasphorus flamula (Colibrí del volcán), Turdus nigrescens (Zorzal sucio), Pseilliophurus tibialis (Pinzón de muslos amarillos), Pezopetes capitalis (Pinzón de pies grandes) y Myioborus torquatus (Reinita enlutada). Otras aves han disminuido en número, especialmente debido a la caza furtiva, como Myadestes melanops (Solitaire de cara negra).

#### Herpetofauna
La herpetofauna del Parque Nacional Volcán Poás aún está poco estudiada, posiblemente debido a la dificultad de acceso a algunas áreas o los riesgos asociados con un volcán activo. Sin embargo, el rango altitudinal del parque permite la presencia de cinco zonas de vida de alta humedad. Según su historia natural y el registro histórico de su distribución geográfica, el Volcán Poás es adecuado para la presencia de al menos 5 especies de salamandras, 30 especies de anuros, 10 especies de lagartijas y 30 especies de serpientes. Algunas especies observadas en la zona son: Bolitoglossa robusta (salamandra de cola anillada), Nototriton abscondens (salamandra musgosa oculta), Diasporus diastema (rana dinky común), Craugastor podiciferus (rana lechosa), Smilisca sordida (rana de árbol sosa), Hyalinobatrachium fleischmanni (rana de cristal de Fleischmann), Sceloporus malachiticus (lagartija espinosa verde), Norops tropidolepis (anolis de bosque nublado), Clelia scytalina, Geophis brachycephalus (serpiente de tierra costarricense), Lampropeltis triangulum (serpiente de leche tropical), Ninia maculata (serpiente de café a bandas), Atropoides picadoi (viperina saltadora de Picado) y Bothriechis nigroviridis (viperina de palma con manchas negras).

#### Otros Grupos
Al menos dos dinoflagelados, seis diatomeas y cuatro algas habitan la laguna Botos. También se han reportado 47 especies de diatomeas para el Río Agrio. Hasta donde sabemos, hay estudios publicados sobre hongos, moluscos terrestres o de agua dulce, insectos, crustáceos y arácnidos, entre otros. Sin embargo, se recolectaron muchos especímenes en el inventario nacional realizado por el Instituto Nacional de Biodiversidad de Costa Rica (INBio). Desafortunadamente, muchos de ellos aún no han sido identificados y varios nuevos taxones están esperando ser descritos. Se estudió la diversidad microbiana, limitada a una sola especie del género bacteriano Acidiphilium. Este organismo probablemente obtiene su energía de la oxidación del azufre reducido en el lago (Laguna Caliente), incluyendo azufre elemental. Dada la propensión de Marte hacia ambientes de azufre y ácido-sulfato, este tipo de organismo es de gran interés para la búsqueda de vida pasada o presente en el Planeta Rojo.

## Recurso hídrico
El parque nacional Volcán Poás protege cuencas de ríos importantes que drenan hacia la vertiente del Caribe (ríos La Paz, Ángel, Grande, Cariblanco, Desagüe, María Aguilar, Anonos y Agres y varias quebradas de la cuenca del río Sarapiquí) y hacia la vertiente del Pacífico (ríos Poasito, Mastate y Vigía y varias quebradas de la cuenca del río Poás, afluente del río Grande de Tárcoles).
Varios ríos nacen en las faldas del volcán Poás. Destaca el río Ángel, afluente del río Sarapiquí. Este río desagua la laguna Botos y forma la Catarata del Ángel, de 100 m de altura. Otro río importante es el río La Paz, de 8 km de longitud, que desciende por el quebrado terreno de bosques formando varias cataratas, entre ellas la Catarata de La Paz, en la zona de Varablanca. El río Poás y su afluente el río Poasito nacen de la zona oriental y occidental del volcán respectivamente. El río Poás es límite natural entre los cantones de Alajuela y Poás. Es un río muy importante ya que su caudal se utiliza para riego y como fuente de agua potable.
Es importante considerar dos aspectos en relación con esta área protegida: su contribución a la preservación del bosque nativo de la Cordillera Volcánica Central y el papel fundamental que desempeña la cobertura forestal en la generación de agua para el consumo humano. El agua generada en Poás abastece a parte de la población del Valle Central, la región más poblada del país.

## Historia y cultura

### Pasado precolombino

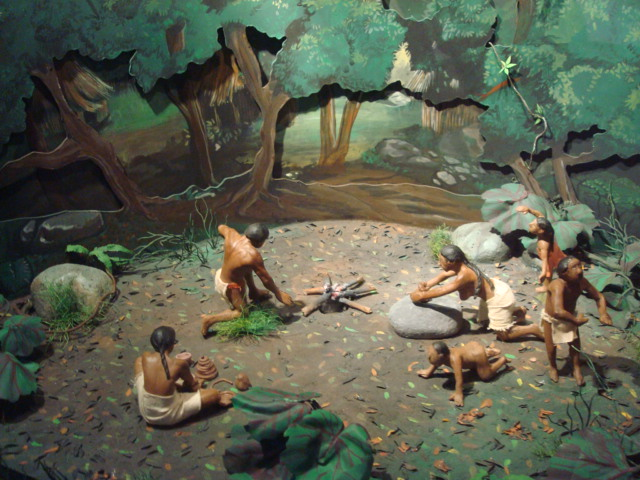
Vida cotidiana de los botos. Diorama en el parque nacional Volcán Poás.

La región cercana al volcán Poás estuvo habitada por tribus indígenas de cultura del Área Intermedia y lenguas chibchas. Los más notables fueron los botos, que en el siglo XVI, a la llegada de los españoles, tenían un reino ubicado en las faldas del Poás, en las llanuras del norte de Costa Rica. Este reino rendía tributo al rey Garabito, señor del Reino Huetar de Occidente, la nación indígena más numerosa y fuerte del país en esa época. Estos indígenas poseían una rica cultura. Se distinguieron por la manufactura de objetos de jade y oro finamente trabajados, esculturas de piedra y piezas de cerámica. Se ha postulado que los botos, desde antes de la llegada de los europeos, realizaban ascensos al volcán con el fin de observar los fenómenos volcánicos y obtener azufre, que utilizaban en ceremonias rituales religiosas, funerarias y de curación.
Los botos tuvieron contacto con los españoles por primera vez en 1525, aunque son mencionados por el nombre botos hasta 1528. El conquistador español de Costa Rica, Juan Vázquez de Coronado, menciona en 1564 que los botos se hallaban gobernados por una reina, quien habría pedido ayuda a los españoles para liberarse del control de Garabito. En 1564, fueron visitados por Francisco de Marmolejo, quien fue bien recibido. En 1569, Perafán de Ribera los repartió en encomiendas. La última mención de este pueblo data de 1666. Su nombre ha perdurado hasta la actualidad en la Laguna Botos.

### Mitos, leyendas y folclor

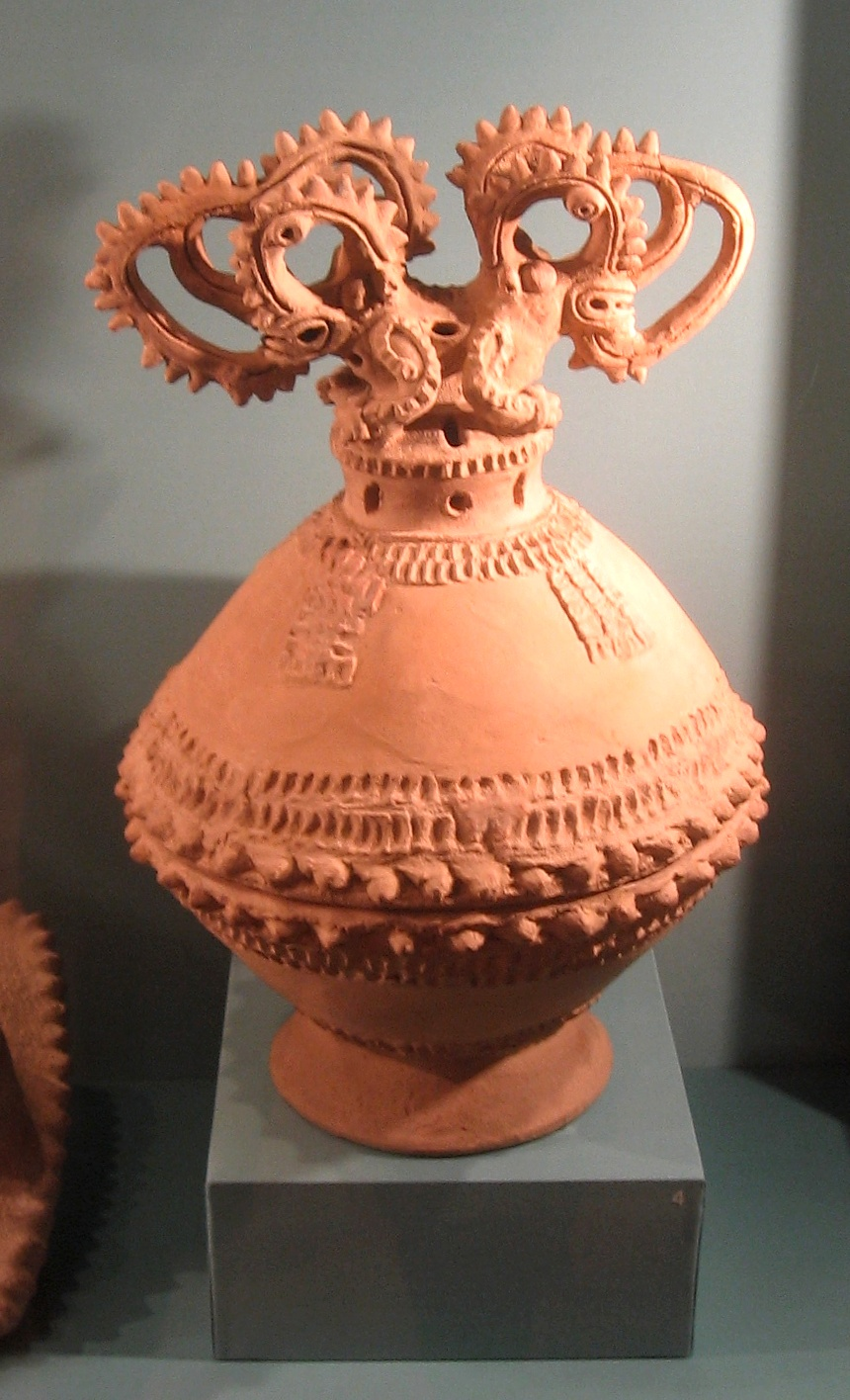
Incensario precolombino de Costa Rica. Representa un volcán de forma cónica, coronado por una figura mitológica en forma de dios-lagarto estilizado.

Véase también: Leyenda del volcán Poás
Dado que en Costa Rica existen ciento doce volcanes, cinco de ellos muy activos, estos juegan un papel fundamental en el acervo cultural del pueblo costarricense. Los indígenas que habitaron en las faldas de los volcanes, consideraron a estas montañas lugares sagrados, donde residían las deidades. Los pueblos de la región norteña del país elaboraron incensarios y ánforas de cerámica cuya forma recuerda los volcanes. En estas vasijas, colocaban incienso, azufre y otras sustancias que, una vez incineradas, despedían humo por su parte superior simulando un volcán en erupción.
En el caso particular de los volcanes de la Cordillera Volcánica Central, a los pies del volcán Turrialba se levantaron sitios ceremoniales como el Monumento Nacional Guayabo, importante sitio arqueológico del país. En lo que respecta al Poás, este junto con el volcán Barva fue denominado Chibuzú por los indígenas, palabra del idioma cabécar que quiere decir "montaña de Sibú", en alusión al dios principal de la cosmogonía de muchos pueblos autóctonos del país. Acerca de estos volcanes existen leyendas sobre sacrificios de niños y doncellas a las deidades volcánicas, no solo en el caso del Poás y del Barva, sino también del Irazú.
A esto se suman las leyendas del folclor colonial, donde se cuentan apariciones de populares espectros errantes en las cercanías del coloso. Tal es el caso de la leyenda del Cadejos, aterrador perro fantástico que seguía a los borrachos por las noches, y que según una de las versiones de la leyenda, era el espíritu de un sacerdote cuya vida disipada lo condenó a penar en esta forma, para que al final de su castigo, recobrara su forma humana, y ascendiendo a la cima del Poás, se lanzase a la profundidad de su cráter ardiente. A pesar de esto, su espíritu enfurecido sigue existiendo en la forma de los estremecimientos del volcán.  Otra leyenda también cuenta la aparición, en las faldas del volcán, de la Cegua, ser mitológico con cuerpo de mujer y cara de caballo que asaltaba a los jinetes que transitaban por caminos solitarios.
En la actualidad, existe la costumbre de ascender al volcán Poás en una especie de peregrinación los días 19 de marzo de cada año, cuando se conmemora el día de San José.

### Exploraciones históricas y fundación del parque
Los datos más antiguos de los que se tiene conocimiento que se mencione al volcán Poás datan de 1663. Se ha especulado que, durante la época precolombina, las tribus indígenas de la región realizaron ascensos a la cima del volcán para obtener azufre. La primera persona de la que se tiene mención que haya llegado a la cumbre del Poás fue el costarricense Miguel Alfaro, quien en 1828 subió al volcán buscando una mejor vía para acceder al río San Juan. No obstante, es probable que otras personas hallan subido a la cima del Poás antes y en la misma época que Alfaro.

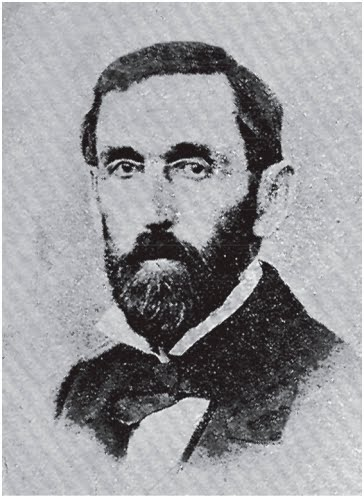
El médico y naturalista alemán Alexander von Frantzius, quien ascendió el volcán Poás en 1860. Circa 1868.

La primera exploración con fines científicos la hizo el botánico danés Anders Sandoe Oersted en 1847, quien en sus escritos describe la primera erupción histórica importante del Poás (1834). Luego de Oersted, el médico alemán Alexander von Frantzius realizó una ascensión en 1860, publicando sus hallazgos en una revista alemana. Entre 1888 y 1890, el suizo Henri Pittier efectuó dos visitas al Poás y escribió una serie de informes al respecto del viaje. En 1888, se publicó en el diario El lector costarricense, una excursión efectuada por la Escuela de San Pedro de Poás al volcán.
A principios del siglo XX, el volcán comenzó a ser visitado por vecinos del Valle Central de Costa Rica y por turistas extranjeros. El viaje se realizaba desde San José hasta Alajuela, por vía férrea, luego se alquilaba un caballo hasta San Pedro de Poás, de donde se realizaba el ascenso a pie bajo la guía de un baqueano. Estas excursiones se realizaron más frecuentemente entre 1902 y 1920, que fue la época más activa del volcán, sobre todo porque en 1910 se dio su erupción histórica más fuerte. Los visitantes se sentían atraídos por la aventura de la expedición a un volcán activo, favorecido el hecho de su relativa cercanía y accesibilidad.
En 1913, se estableció el primer hotel en la región de Potrero Grande, llamado Hotel del Volcán Poás, propiedad de Magdaleno Ugalde y Trino Araya. Este funcionó hasta 1930, y durante toda esa época fue el lugar de alojamiento de los viajeros que ascendían a observar el cráter. A principios del siglo XX (1920-1940), se establecieron las primeras fincas ganaderas en el territorio que luego daría lugar al parque. Existió un pequeño aserradero hacia 1930, para aprovechar el roble existente en la parte alta del volcán, pero se desmanteló unos meses después porque se dificultaba la extracción de la madera por el mal camino.
A partir de 1914, la municipalidad de Poás y el Gobierno de Costa Rica comenzaron a darle mantenimiento al camino que subía al volcán. En 1930, se realizó la primera ascensión en un automóvil, el cual duró quince días en subir desde San Pedro de Poás hasta el cráter a través de un camino lleno de barrancos y lodazales. Entre 1937 y 1944, se construyó la primera carretera de pavimento, que partía de la ciudad de Heredia, y llegó hasta Puente Grande. En 1957, se finalizó una trocha que iba de Puente Grande hasta el mismo cráter. A partir de 1968, la carretera quedó habilitada para todo tipo de vehículo, durante todo el año.
El 30 de julio de 1955, se creó el Instituto Costarricense de Turismo, cuya ley declaraba que las zonas comprendidas en un radio de 2 km alrededor de los cráteres de los volcanes del país eran declaradas parques nacionales. Finalmente, el 25 de enero de 1971, quedó establecido el parque nacional mediante la Ley n.º 4714, con una ampliación en 1994 para incluir dentro del área del parque al volcán Congo.

### Literatura
El volcán Poás ha sido fuente de inspiración para pintores, escritores y naturalistas. La silueta del cráter principal ha aparecido en billetes nacionales de 20 colones (1946 y 1951), de 10 000 colones (1997 y 2002), en estampillas postales (2005) y hasta en cajetillas de fósforos de la República Checa (2001). Algunos escritores que han dedicado líneas al Poás son Carlomagno Araya (1897-1979), quien escribió un poema titulado "El Volcán Poás"; Alfredo Cardona Peña, quien escribió una "Semblanza del Volcán Poás" (4 de febrero de 1984); y Óscar Sierra Quintero, quien en 1987 publicó en el periódico La Nación "El sacrificio del rualdo", inspirado en las leyendas del sacrificio de doncellas por los indígenas en el volcán Poás.

## Turismo

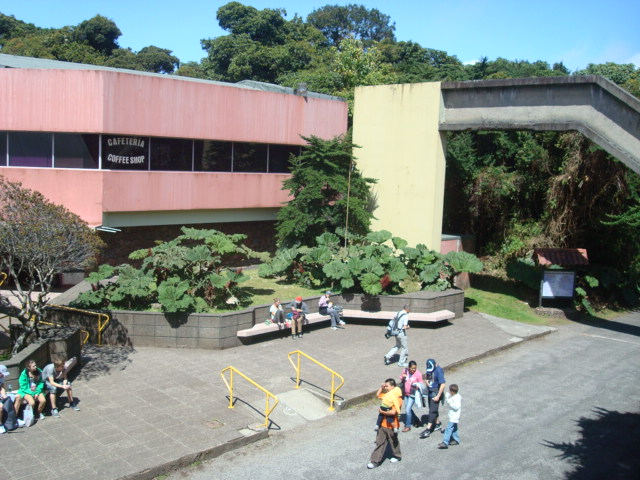
Centro de visitantes del parque nacional Volcán Poás.

El parque nacional Volcán Poás es el parque nacional más visitado de Costa Rica y de América Central, y uno de los más visitados en Latinoamérica, siendo atractivo tanto para el turismo nacional como internacional. De esta forma, el Poás es el parque más accesible, visitado y económicamente importante del país. Para el año 2007, un total de 300 702 personas visitaron el parque, y para el 2010, se habían reportado 350 000. Esto se debe no solo a su notable belleza natural, sino también a su cercanía con la región central del país y a su fácil acceso por carretera pavimentada. La relativa cercanía del Aeropuerto Internacional Juan Santamaría en la ciudad de Alajuela permite la gran afluencia de turismo internacional. Un estudio realizado en el año 2010 determinó que la mayoría de los visitantes extranjeros del país provenían de países como Estados Unidos, España, México, Venezuela y Puerto Rico. El Poás, además, es un sitio ideal para paseos de un solo día. Otro fenómeno que ocurre es la visita al parque por la mañana, con desplazamiento posterior hacia otras áreas por la tarde, como las cercanas comunidades de Varablanca, Sarapiquí, Grecia o Sarchí.
Para llegar al parque, se pueden utilizar una de estas rutas: la ruta nacional N.º 2 San José-Alajuela-Fraijanes-Volcán Poás (50 km); la ruta Alajuela-San Pedro de Poás-Fraijanes-Volcán Poás (55 km); y la ruta por Varablanca, que comunica la región del Volcán Poás con Puerto Viejo de Sarapiquí, otro importante sitio turístico de Costa Rica ubicado en la vertiente caribeña del país.

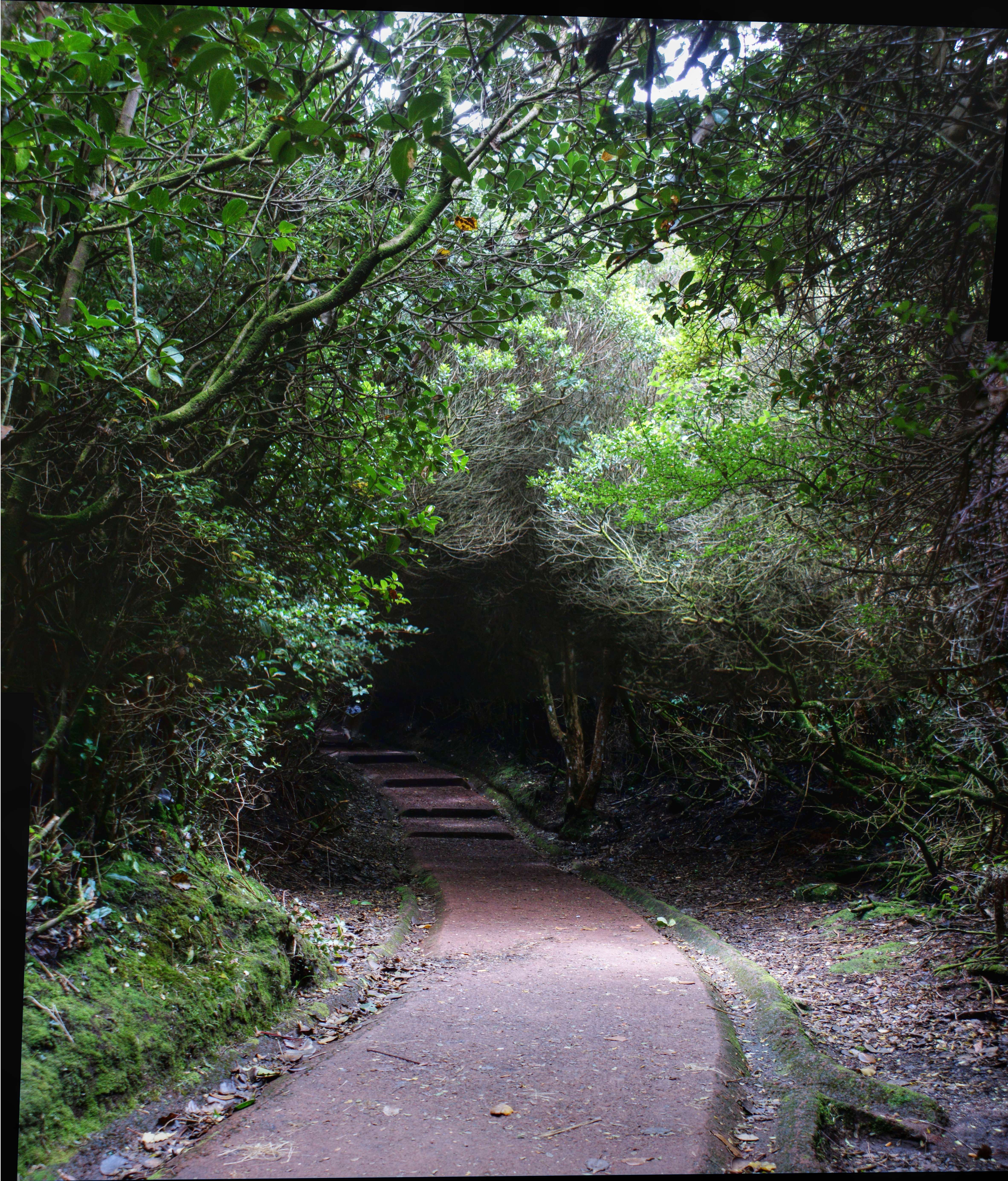
Sendero en el parque.

La carretera que asciende hacia el volcán ofrece al viajero paisajes con potreros, cafetales, ríos, cataratas y secciones de bosque, pasando por pueblos pintorescos como Fraijanes, Poás y Varablanca. A lo largo de las rutas pueden encontrarse pequeños negocios de venta de fresas, queso, natilla, jaleas, bizcocho, flores, artesanías y otros productos manufacturados por la población local. También se pueden encontrar pequeños restaurantes, miradores, cafés y hostales. Se ha señalado que una de las ventajas de esta oferta turística del volcán Poás es que la mayoría de estos negocios son propiedad de costarricenses, la mayoría de ellos habitantes de la región, lo que representa una importante fuente de ingreso de divisas al país que estimula el desarrollo local y nacional. En la ruta de Varablanca se encuentra el Hotel La Paz Gardens and Waterfalls, que cuenta con alojamiento cinco estrellas, un lago, una reserva privada, un tour por las cataratas del río La Paz y un zoológico.
La oferta turística del volcán Poás se basa en el ecoturismo. Desde el mirador, se puede observar el cráter principal del volcán. Un sendero a través del bosque comunica esta sección con la Laguna Botos, de gran belleza escénica. El contacto con el bosque permite observar gran cantidad de flora y aves. Los mamíferos se observan muy raramente, excepción mencionada de la ardilla. El horario del parque es de martes a domingo, de 8:00 a. m. a 3:30 p. m., aunque la hora recomendada de visita es por la mañana, cuando la ausencia de neblina permite observar mejor el paisaje.
El parque nacional cuenta con un centro de visitantes, en el cual existe un pequeño museo, un café-restaurante y tienda de suvenires. El sitio cuenta con servicios sanitarios, electricidad, seguridad, estacionamientos, área de acampar, área de pícnic, acceso para discapacitados y cobro con tarjetas de crédito o débito. No cuenta con agua potable. Los senderos están acondicionados para caminatas individuales, grupales o guiadas.

## Galería

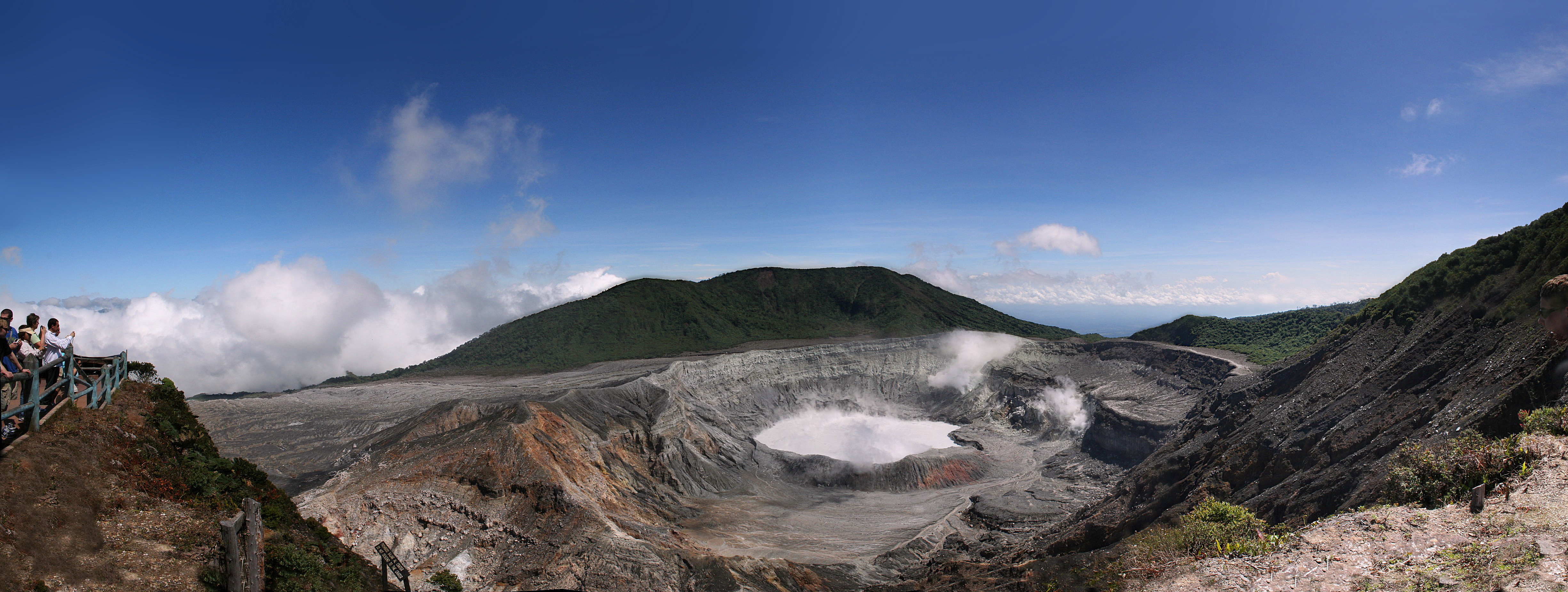
Panorámica del cráter principal y del domo de lava.

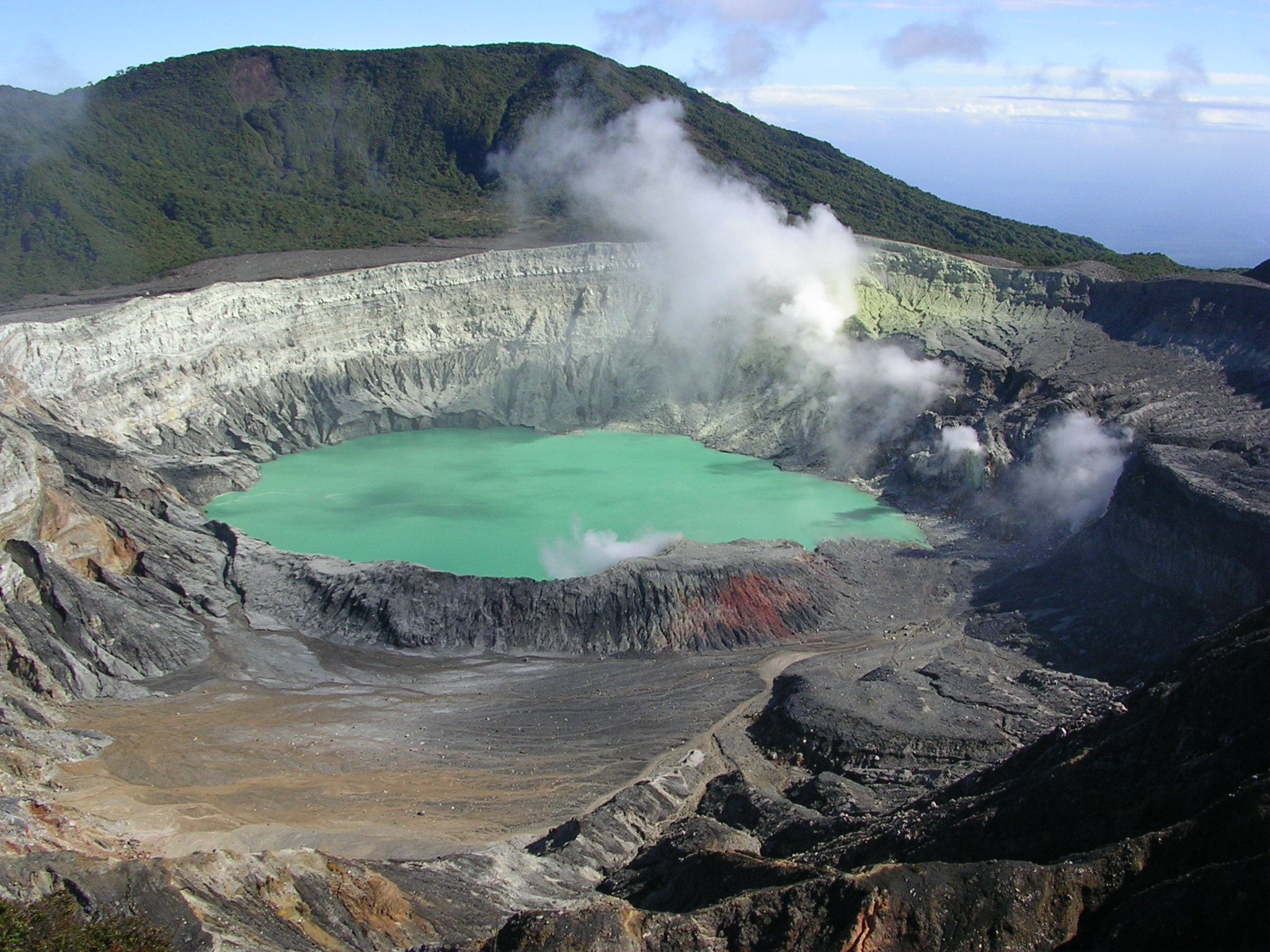
Primer plano de la laguna caliente.
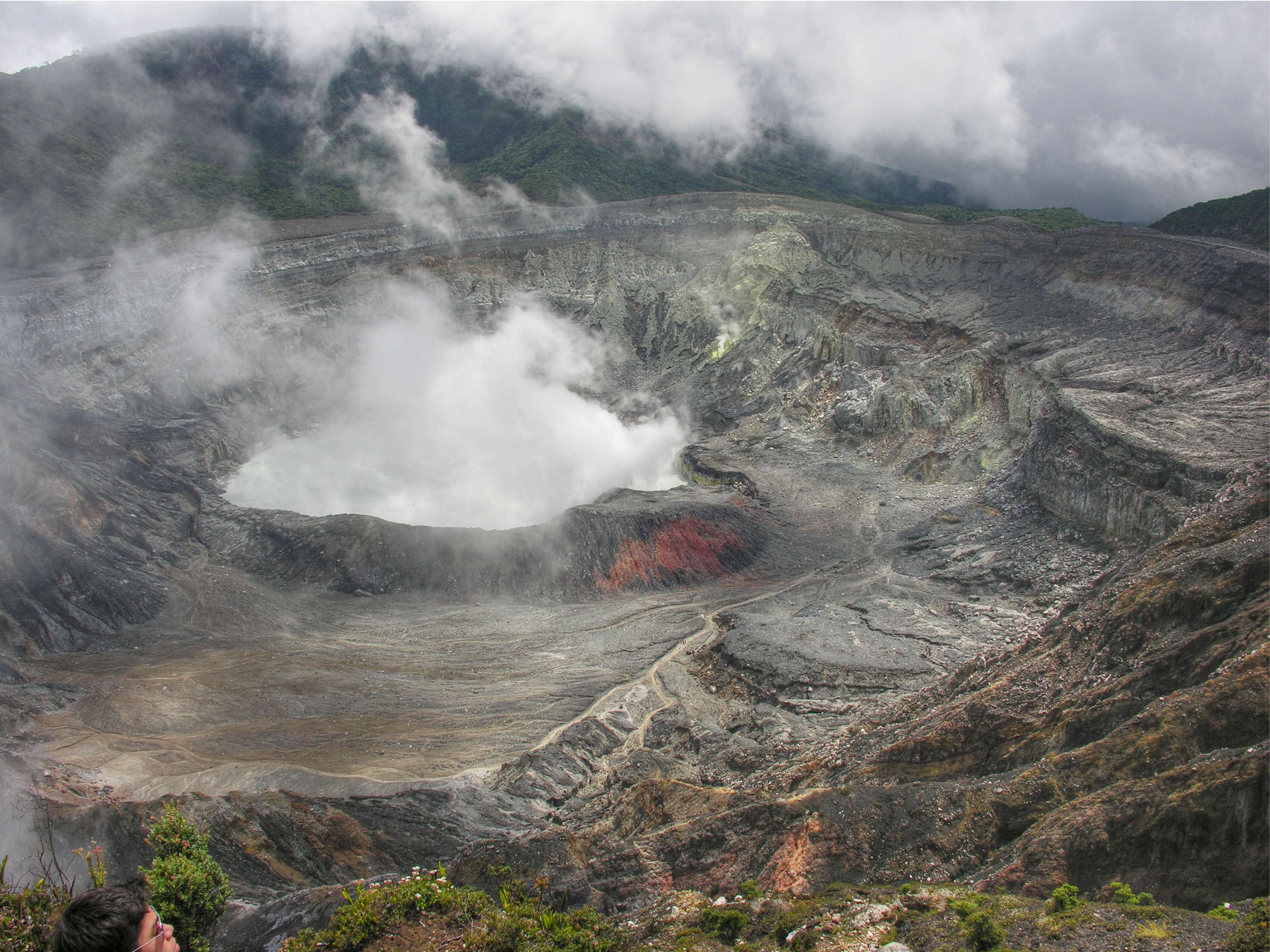
Actividad fumarólica en el cráter principal.
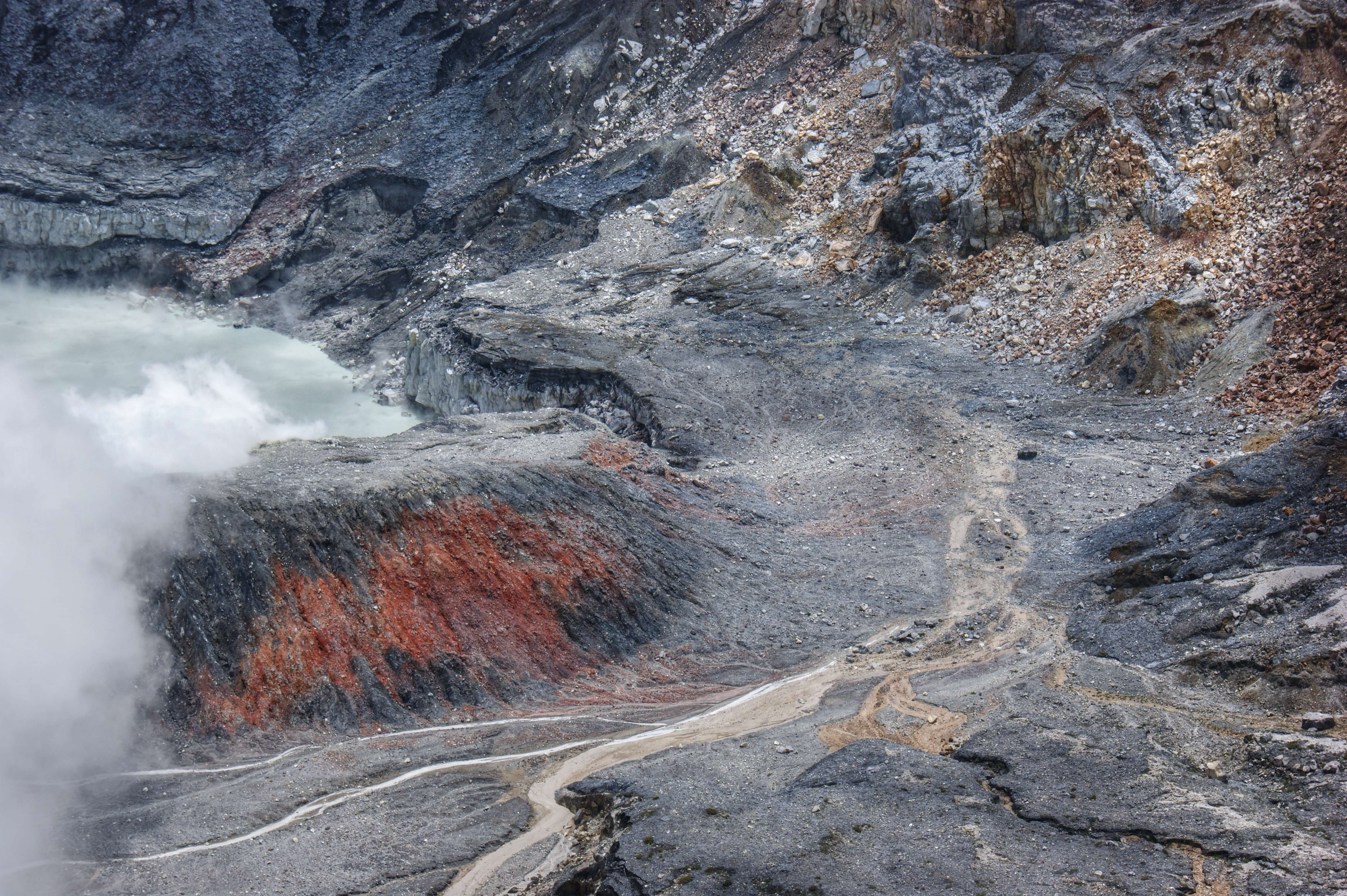
Borde oriental del cráter y canales naturales excavados en la roca.
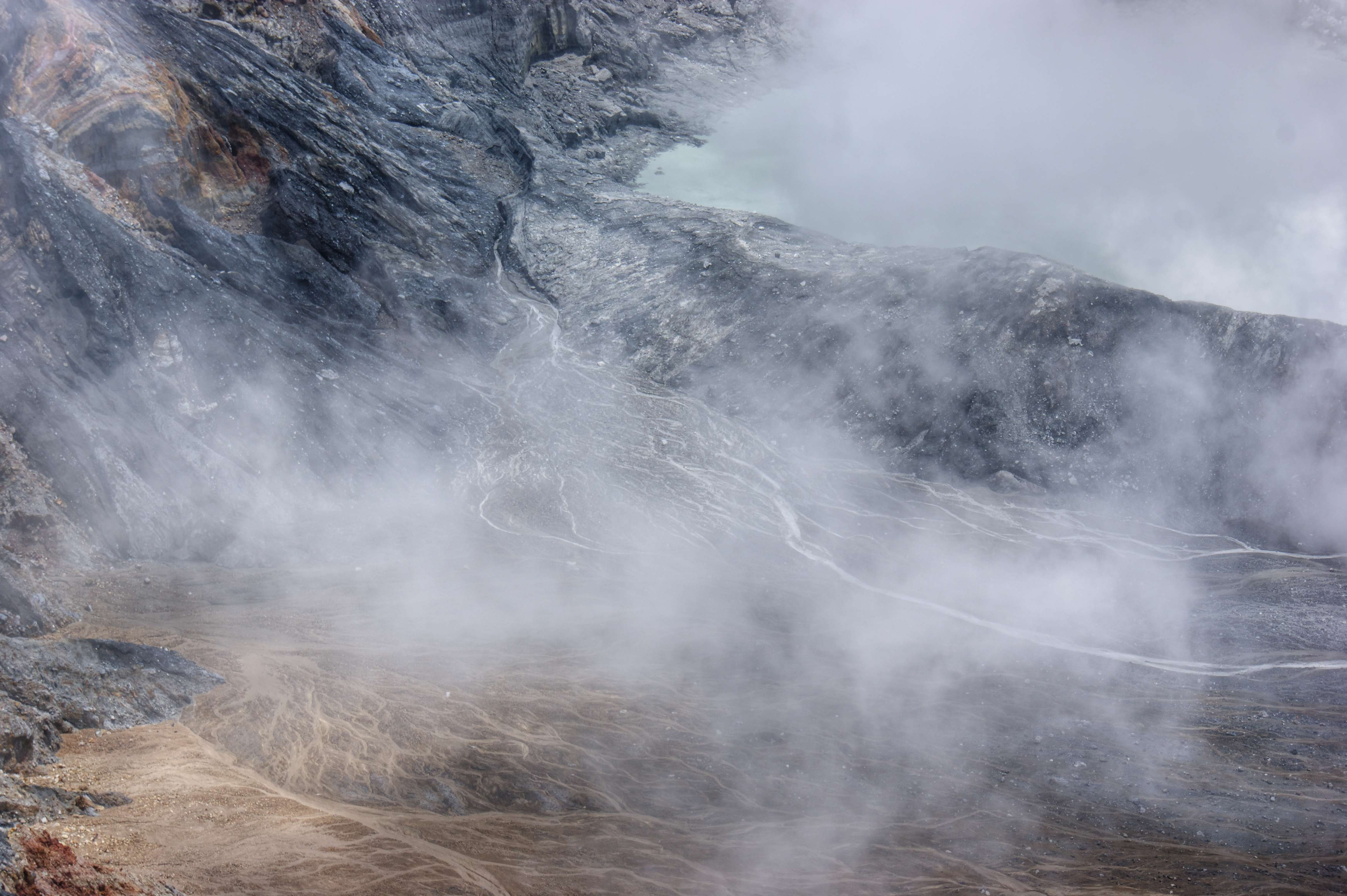
Borde occidental del cráter principal.
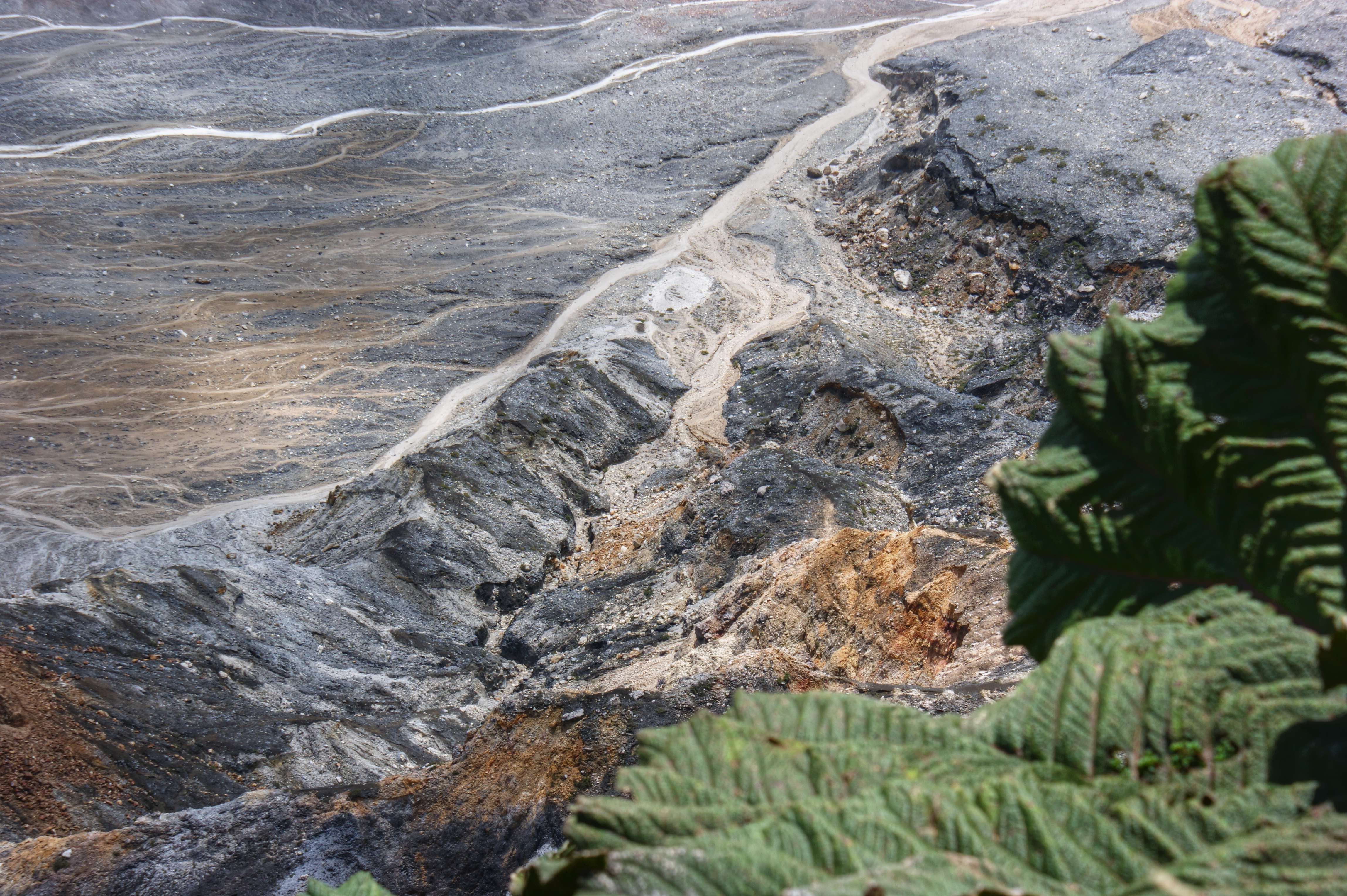
Primer plano de canales naturales excavados en el cráter principal.
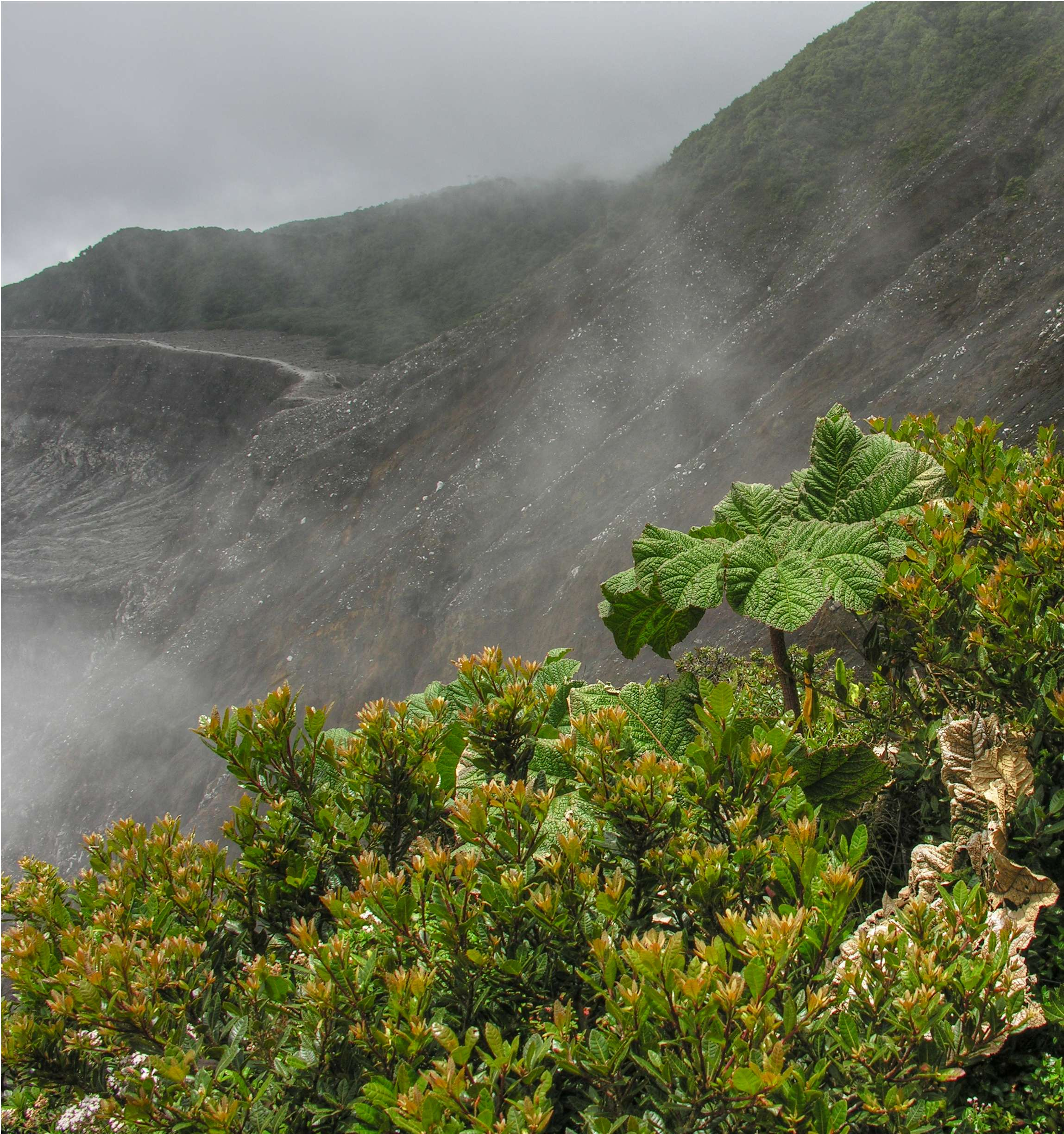
Vegetación cerca del cráter. Se distingue la planta conocida como "sombrilla de pobre".
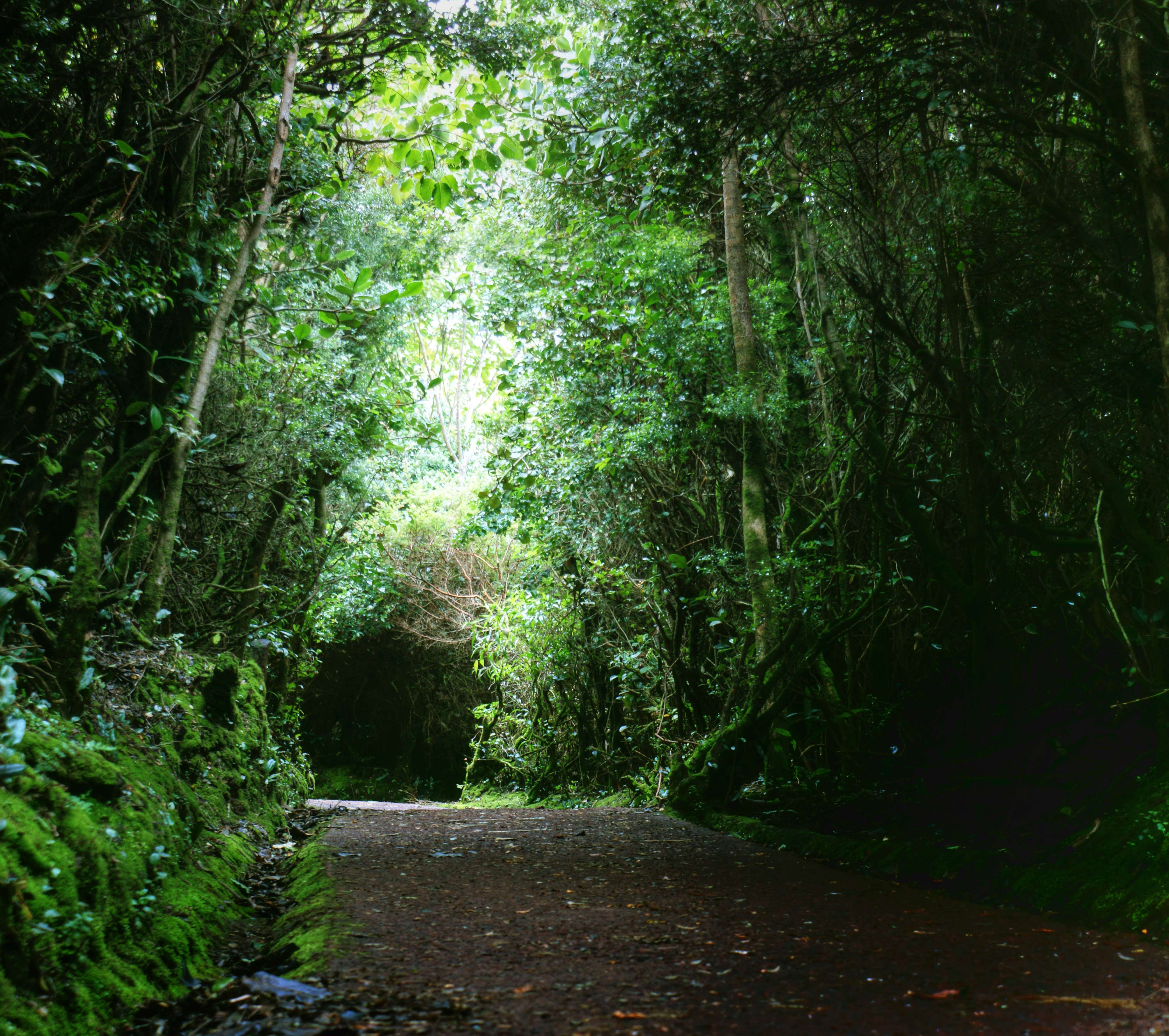
Vista del sendero entre el cráter principal y la laguna Botos.
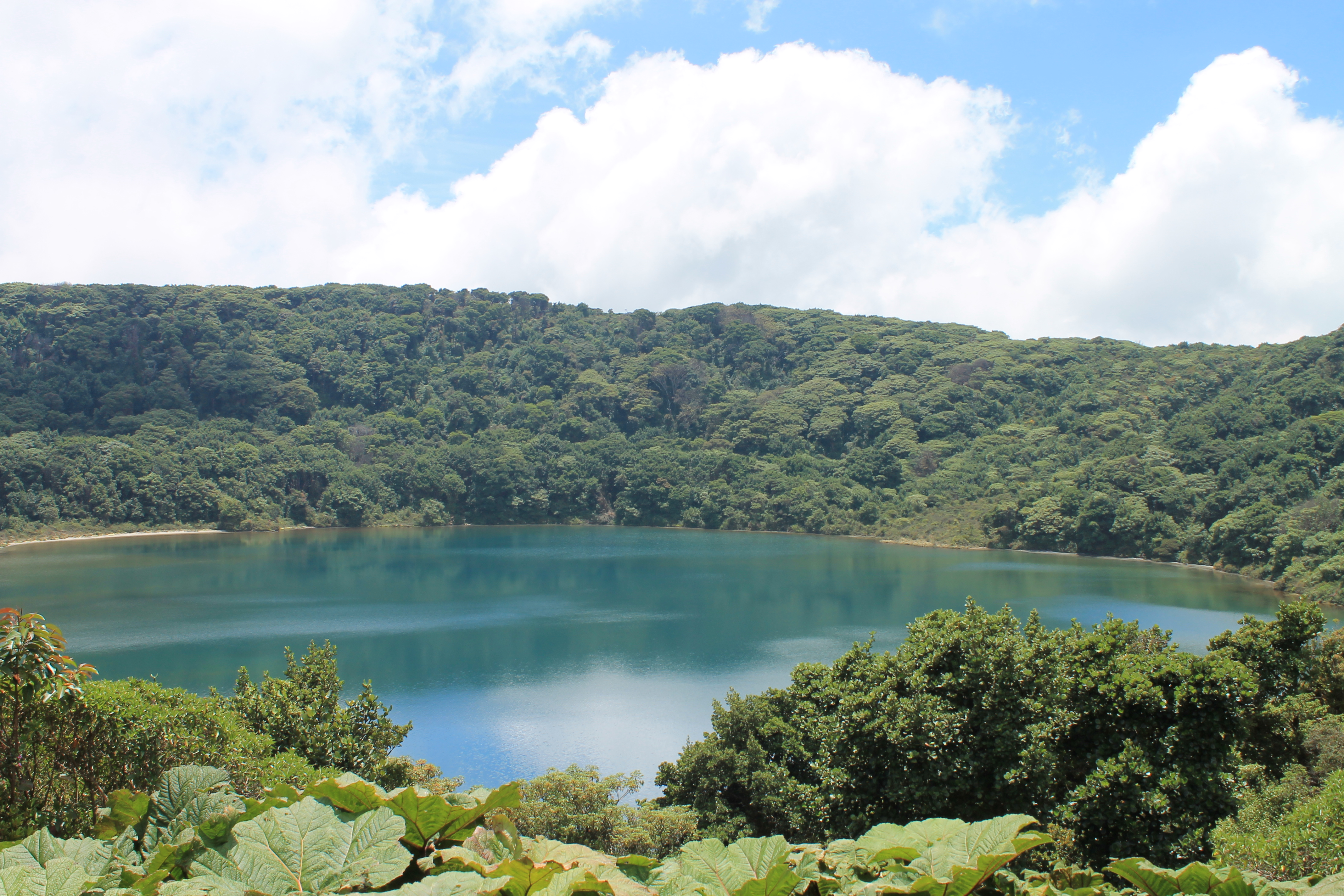
Laguna Botos.
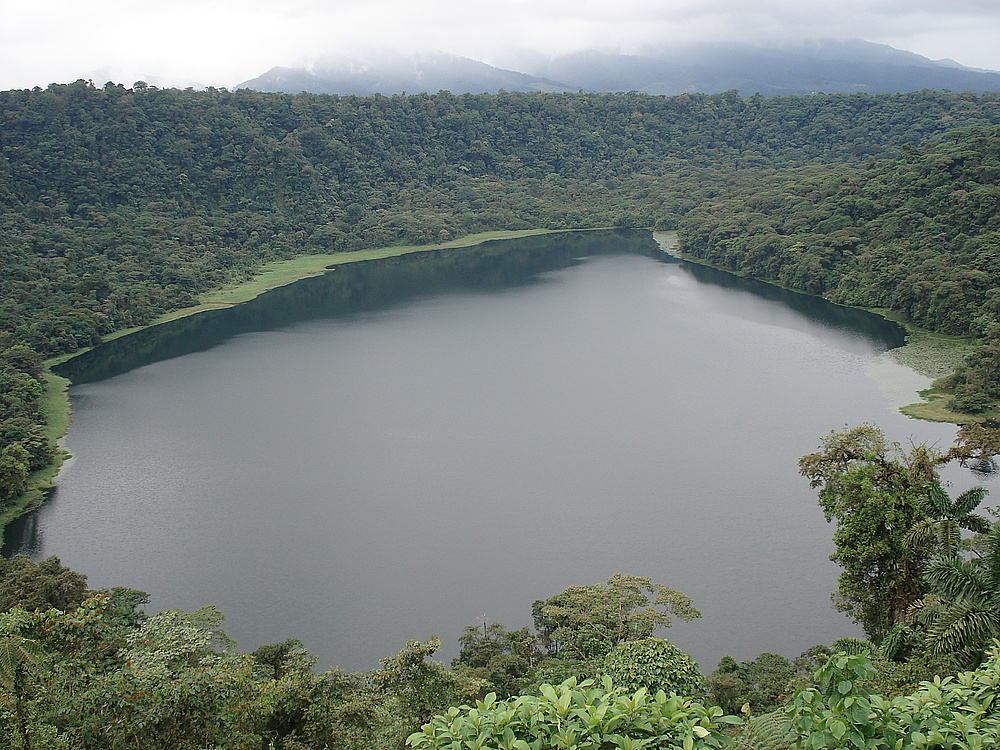
Vista aérea de la laguna Hule.
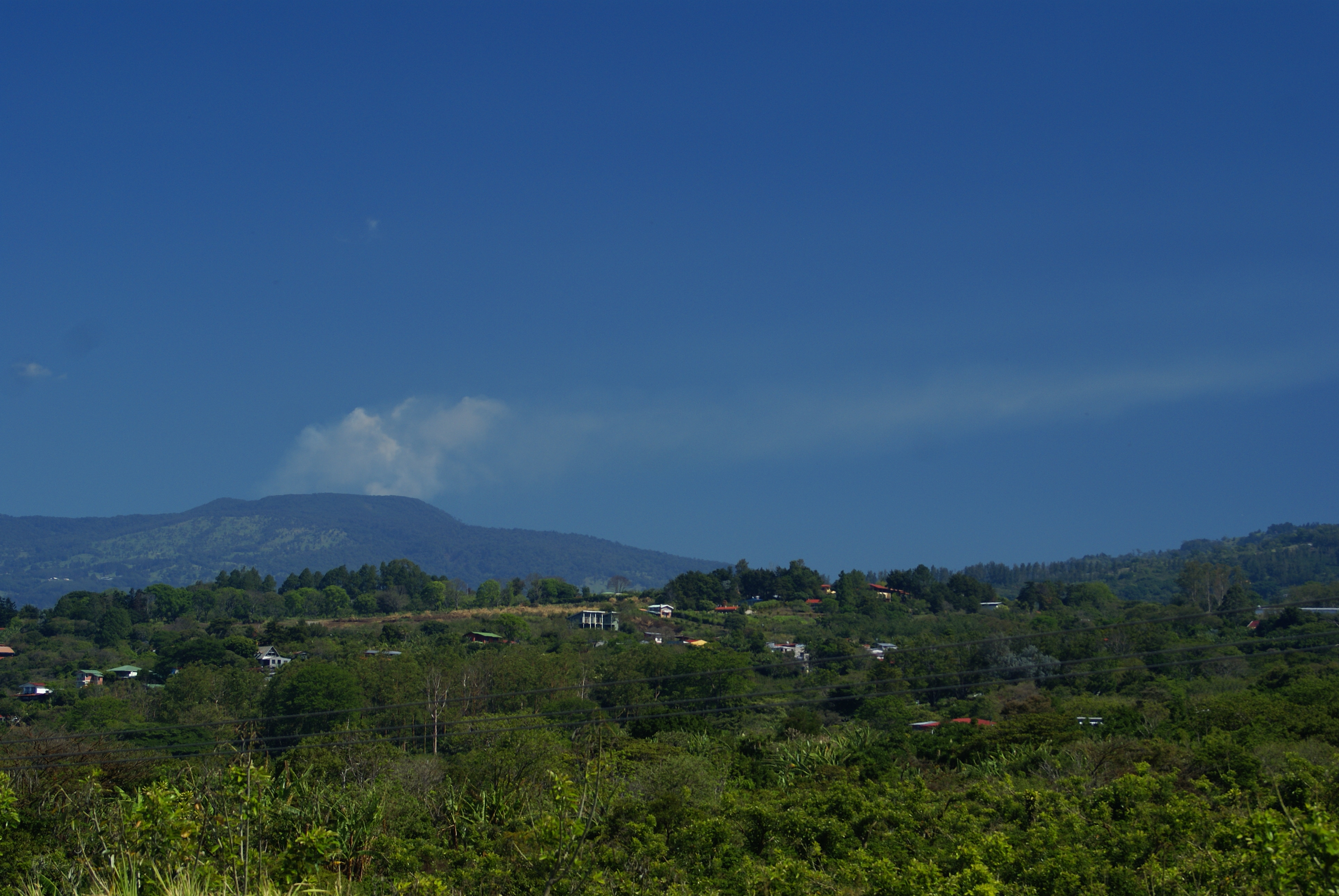
Erupción del volcán de 2010.
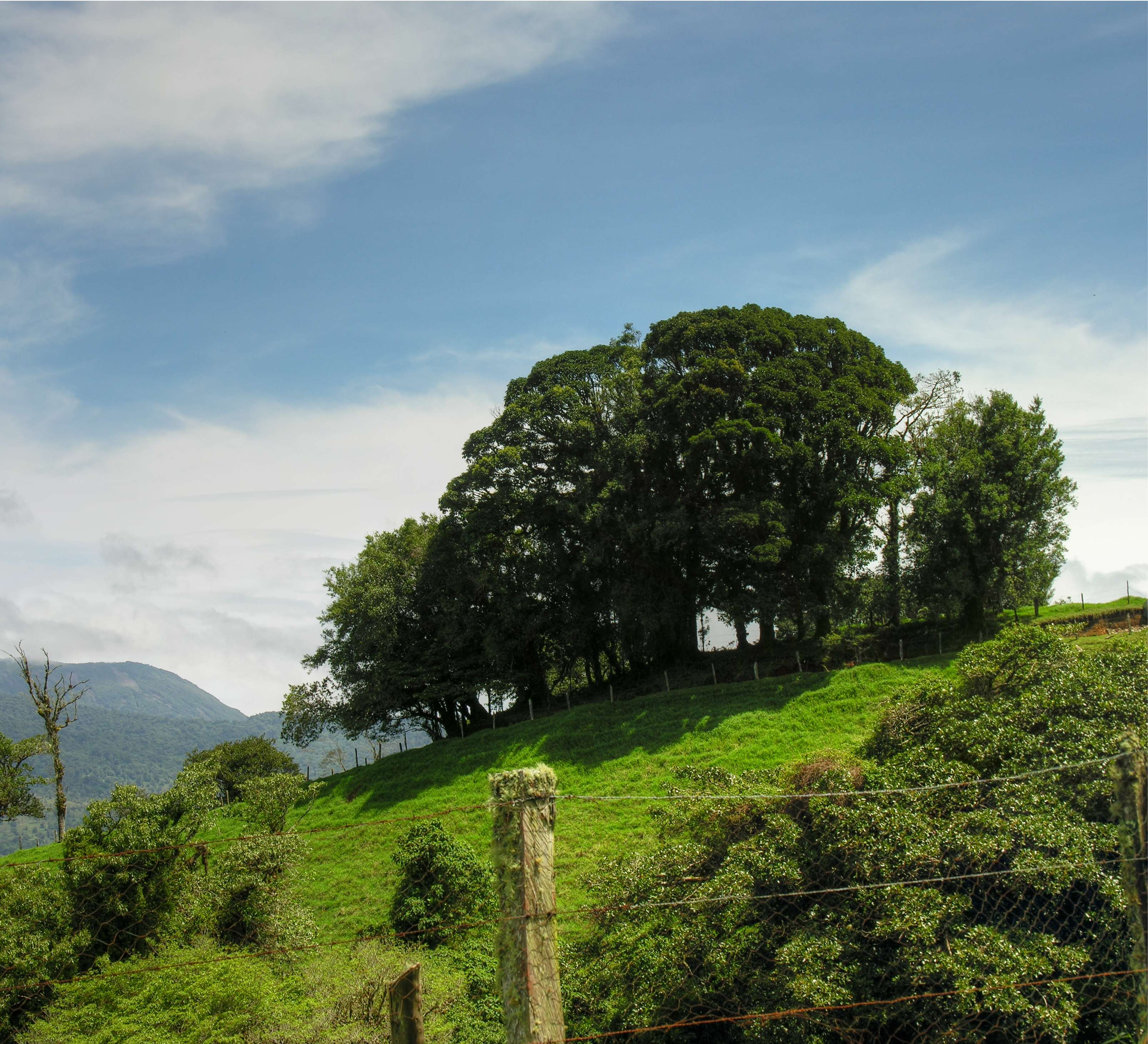
Paisaje camino al volcán Poás.
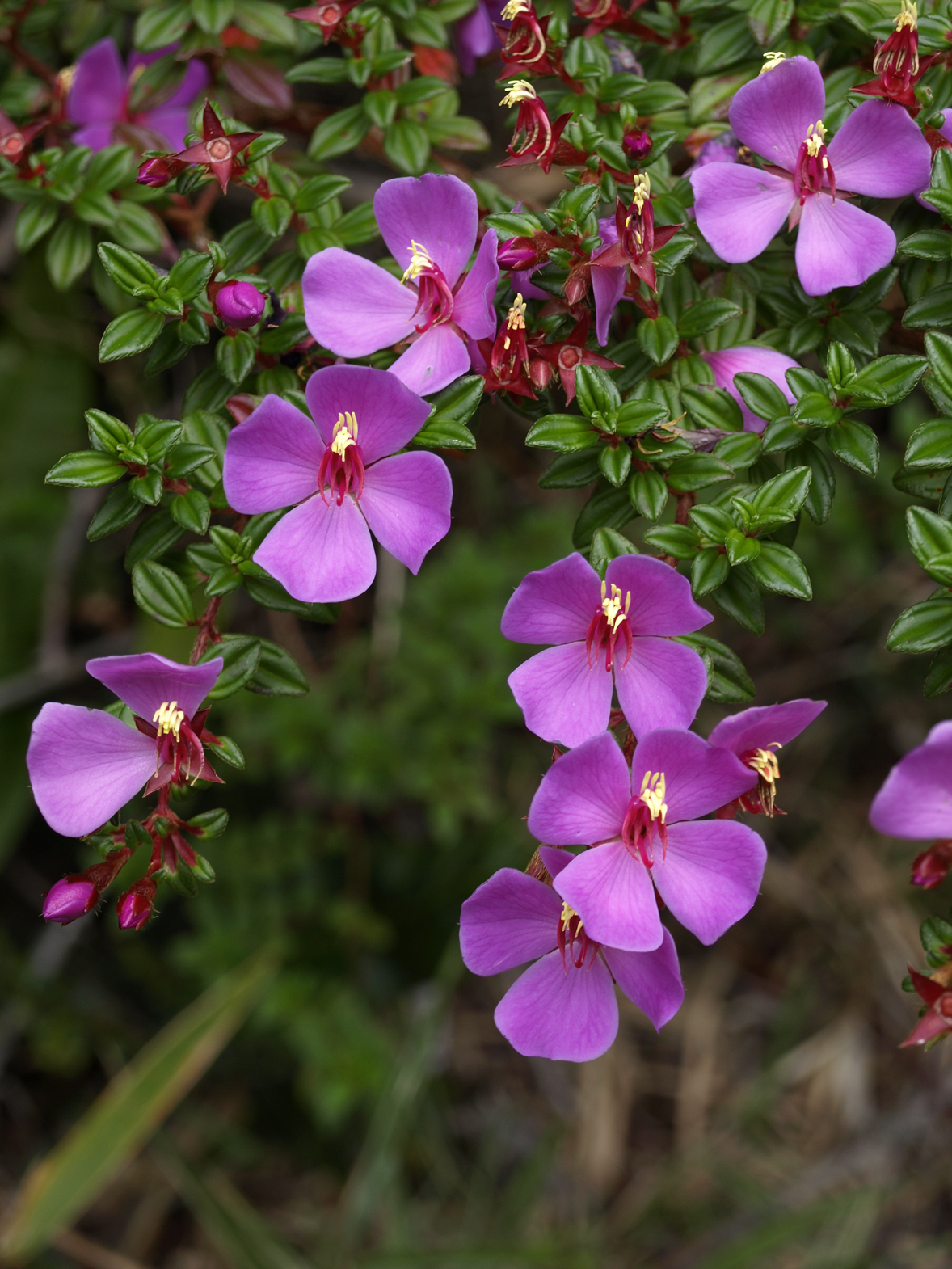
Monochaetum vulcanicum, arbusto frecuente en el Poás.
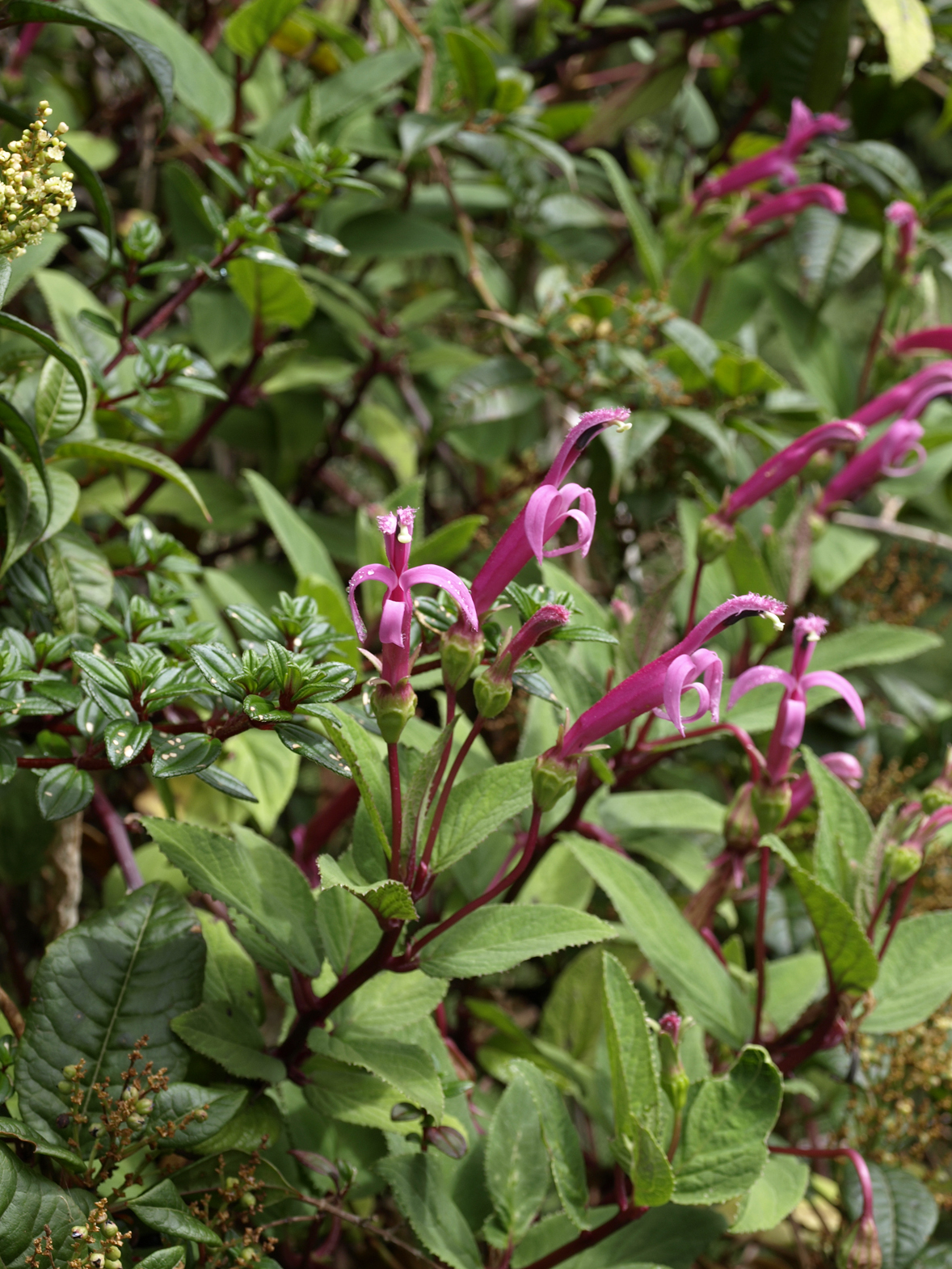
Centropogon talamacensis.
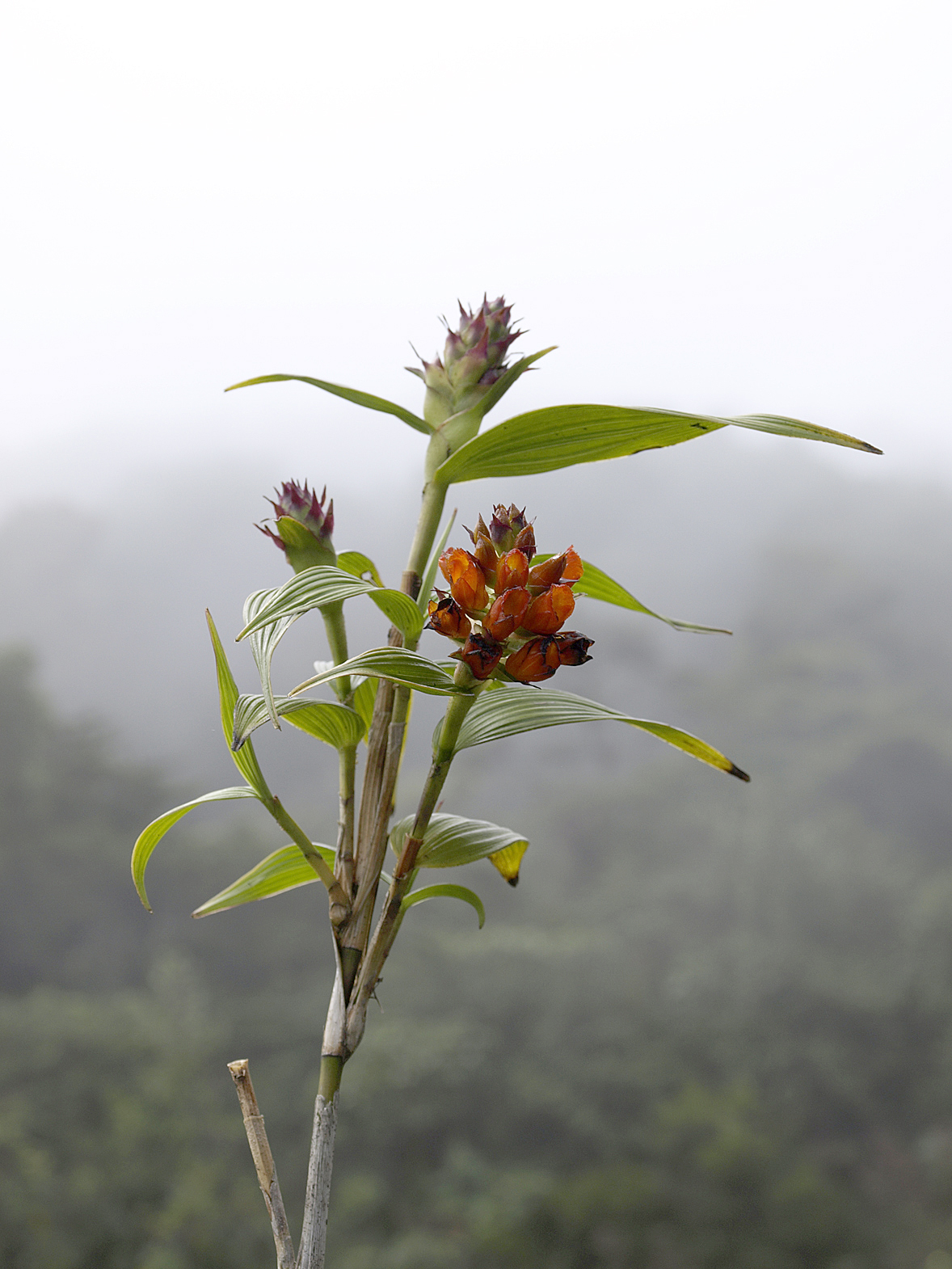
Elleanthus hymenophorus, un tipo de orquídea.
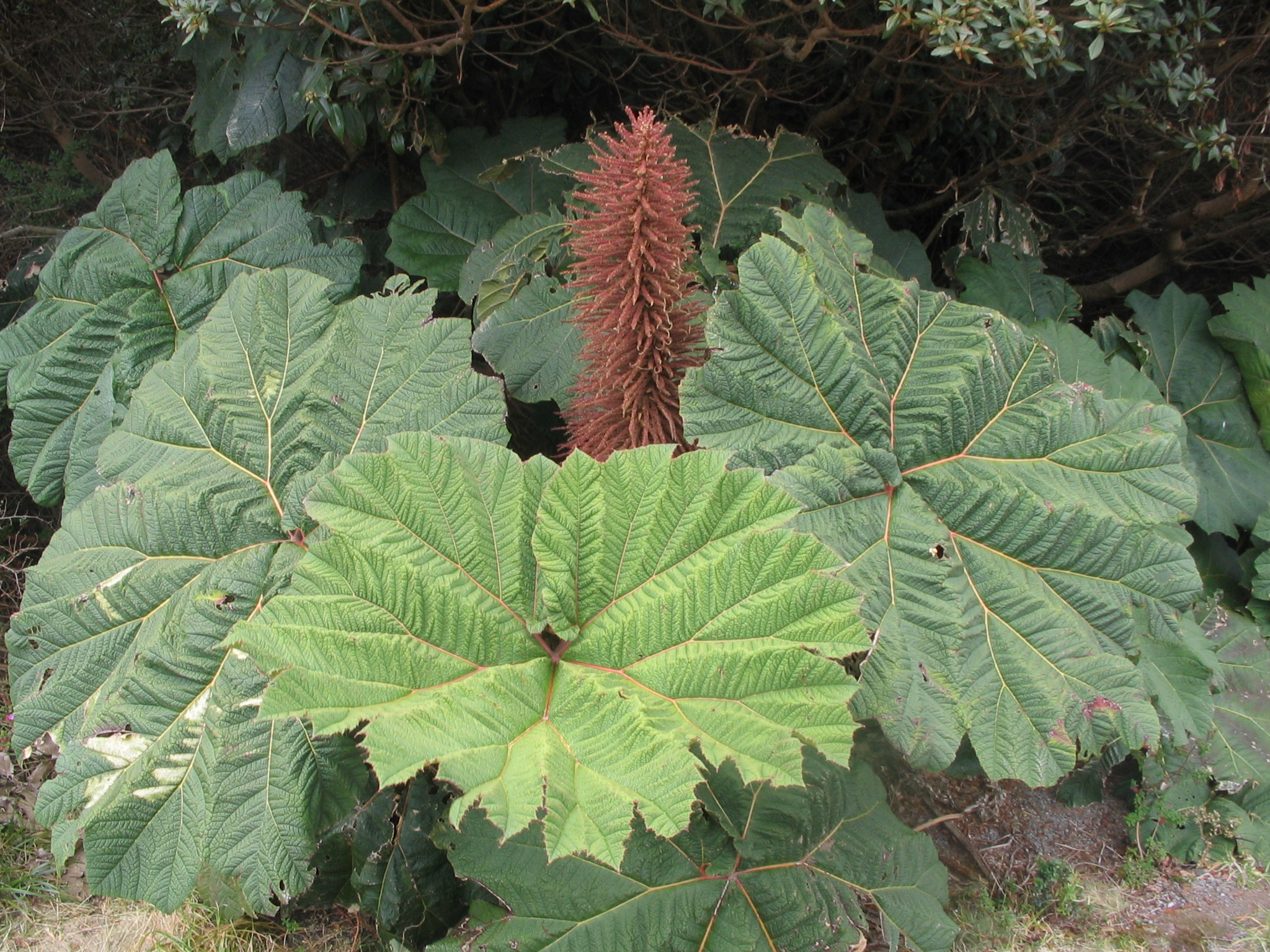
Gunnera insignis, conocida como "sombrilla de pobre", muy frecuente en el Poás.
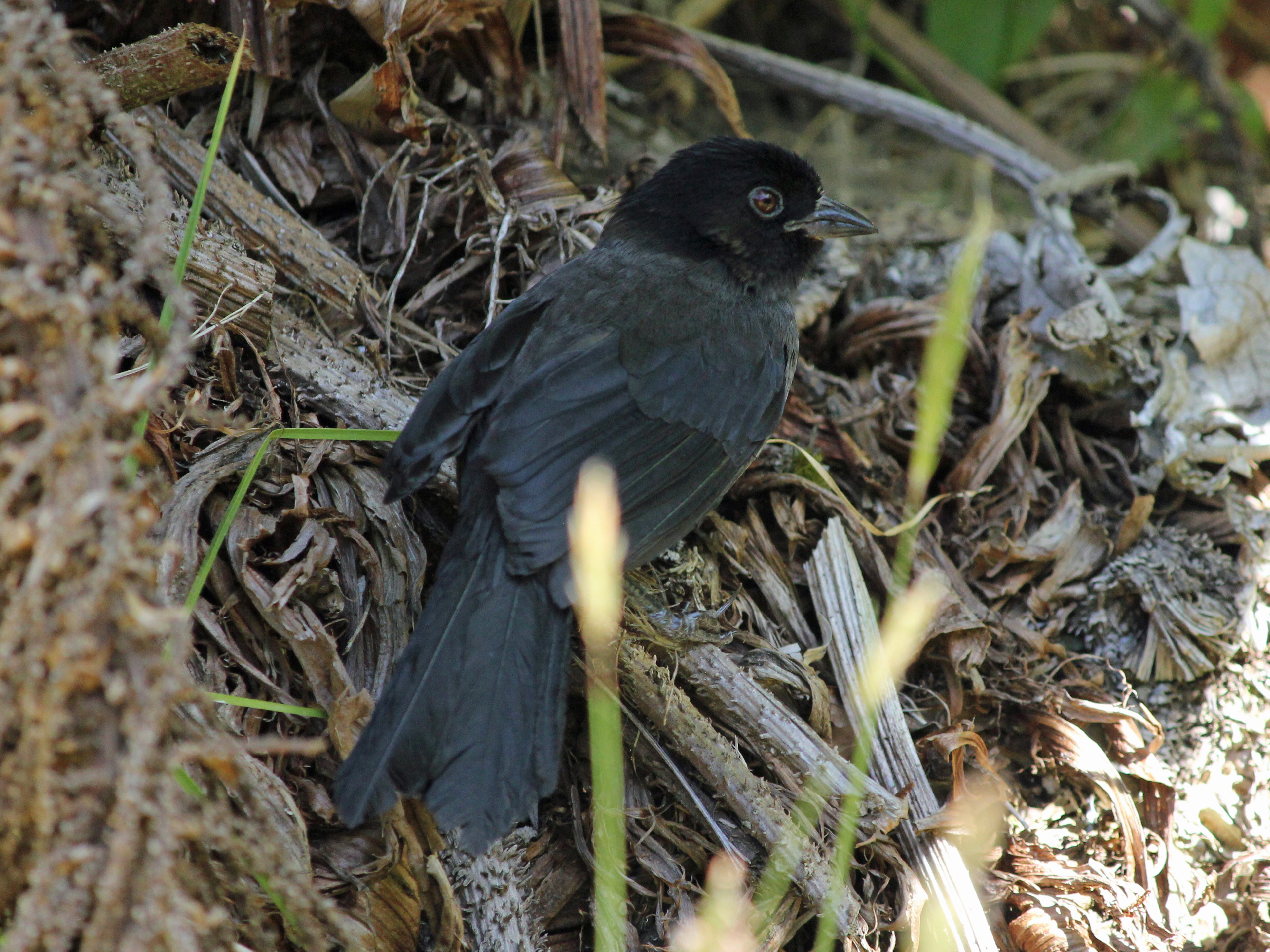
Saltón de muslos amarillos.
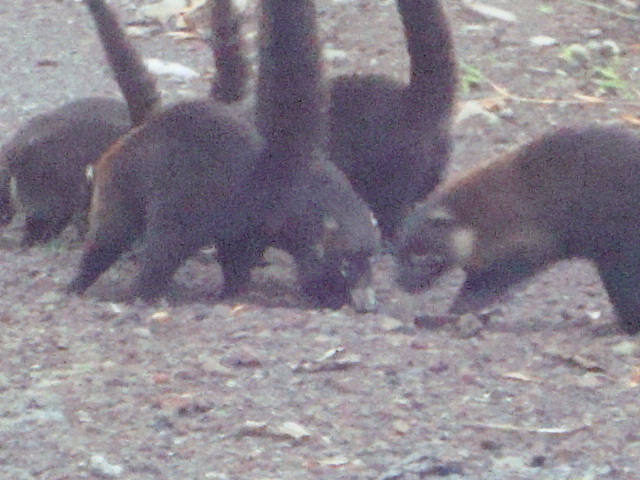
Manada de coatíes (llamados pizotes) en la ruta de Varablanca camino al volcán Poás.
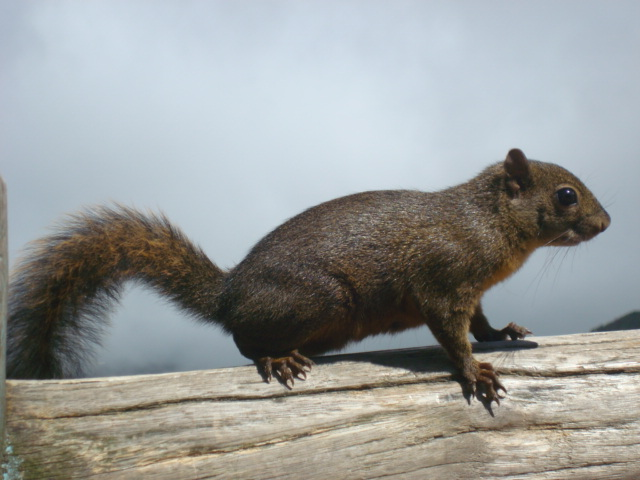
Ardilla Syntheosciurus brochus en el mirador del volcán Poás. Es endémica de Costa Rica y Panamá. En el país se halla solo en el volcán Poás y en el cerro Pittier en la Cordillera de Talamanca.
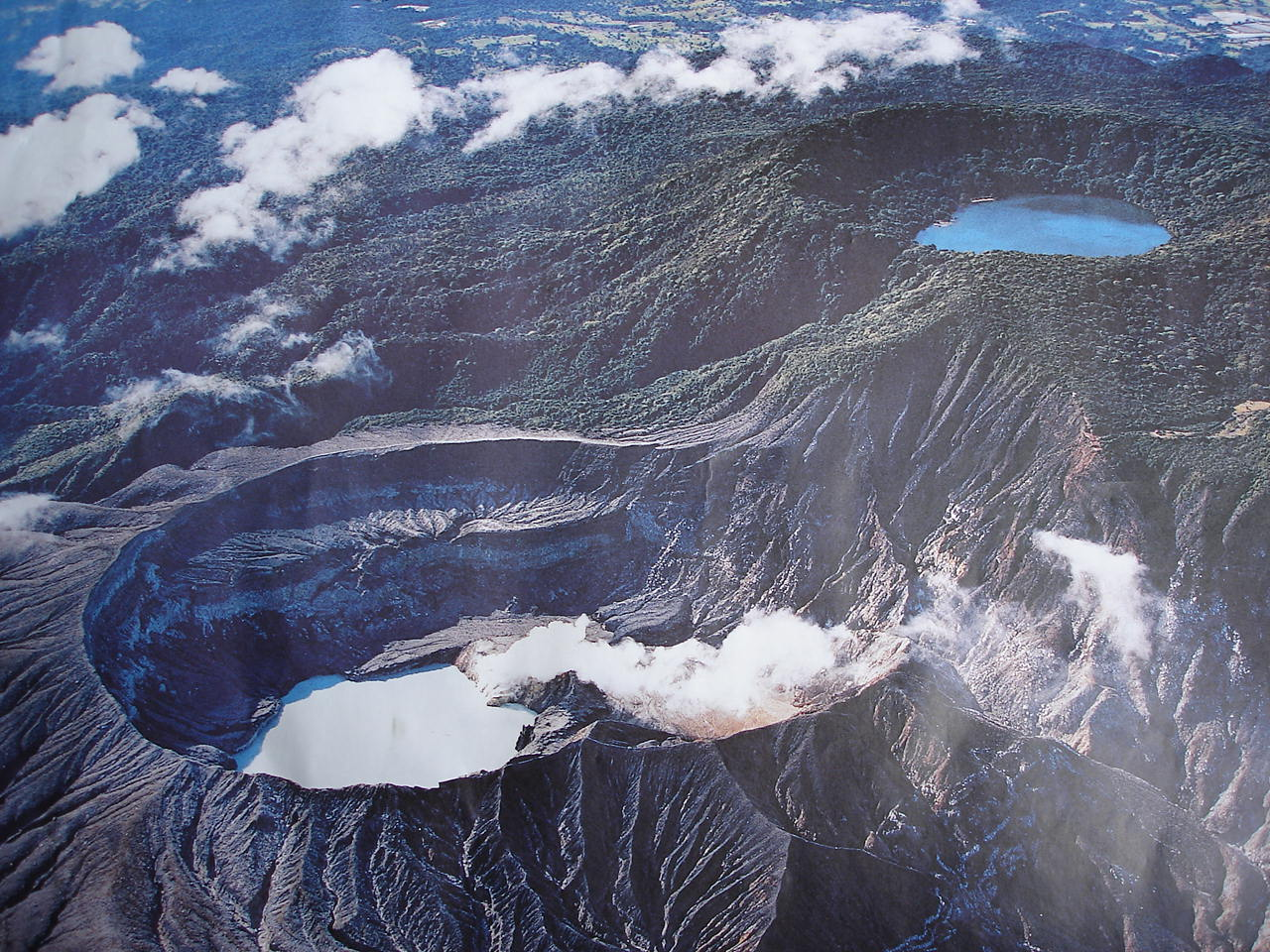
Vista aérea del volcán Poás y la laguna Botos.